# Chinees voetbalelftal (mannen)
Het Chinees voetbalelftal is een selectie van voetballers die de Volksrepubliek China vertegenwoordigt bij verschillende soorten interlandwedstrijden, zoals (kwalificatie)wedstrijden voor het wereldkampioenschap voetbal en het Aziatisch kampioenschap voetbal. China speelt thuisinterlands doorgaans in het Arbeidersstadion te Beijing, al worden ook stadions in andere steden gebruikt. De Italiaan Marcello Lippi werd in 2016 aangesteld als bondscoach.
In 1913 speelde China zijn eerste (officieuze) interland tegen de Filipijnen op de Spelen van het Verre Oosten, de eerste kennismaking voor China met het interlandvoetbal. Tien jaar later ondernamen de Chinezen een tournee naar Australië, waarmee ze voor het eerst voetbal speelden tegen elftallen verder van huis. De landelijke voetbalbond werd een jaar later opgericht en in 1931 volgde aansluiting bij de mondiale voetbalbond FIFA. In 1957 werd de eerste interland onder auspiciën van de FIFA gespeeld, een kwalificatiewedstrijd voor het WK 1958. Vanwege het geopolitieke conflict betreffende de status van Taiwan verbrak China al snel weer de banden met de FIFA, wat duurde tot eind jaren 80. De Culturele Revolutie had ondertussen in de periode van 1966 tot 1976 ook op sportgebied een spoor van vernieling achtergelaten.
China nam in 1976 voor het eerst deel aan het Aziatisch voetbalkampioenschap en eindigde het toernooi als derde. Sindsdien miste het geen enkele editie. China won nog nooit, maar bereikte wel tweemaal de finale: in 1984 en in 2004. Het toernooi van 2004 vond plaats in eigen land en stond vooral in het teken van de vele anti-Japanse ongeregeldheden die plaatsvonden. In 2002 maakte het Chinees elftal zijn debuut op het wereldkampioenschap voetbal, na eerder onsuccesvol te zijn geweest in zes kwalificatietoernooien. Verder dan de groepsfase kwam China niet. Een jaar na de eerste deelname aan het wereldkampioenschap nam China deel aan de eerste editie van het Oost-Aziatisch kampioenschap, dat elke twee of drie jaar wordt georganiseerd. Zowel in 2005 als in 2010 werd het toernooi gewonnen; in 2013 en in 2015 eindigde het nationaal elftal op de tweede plaats.
De verdediger Li Weifeng speelde 112 interlands tussen 1998 en 2011 en is thans recordinternational van het Chinees voetbalelftal. Naast Li zijn er nog drie andere spelers die meer dan honderd interlands speelden, waaronder Zheng Zhi, die in juni 2018 zijn honderdste wedstrijd voor China speelde. Een andere honderdvoudige speler, Hao Haidong, is de nationale topscorer. In 106 interlands maakte hij 41 doelpunten (1992–2004).

## Geschiedenis

### Republiek China

#### Spelen van het Verre Oosten
De eerste voetbalinterland gespeeld door een representatief Chinees elftal vond plaats in 1913, kort na het uitroepen van de Republiek China, dat op dat moment niet alleen Taiwan, maar ook het Chinese vasteland besloeg. Op initiatief van het Filipijns sportcomité werden in dat jaar de eerste Spelen van het Verre Oosten georganiseerd, een directe voorloper van de Aziatische Spelen. De eerste editie van het evenement vond plaats in Manilla, onder auspiciën van het Internationaal Olympisch Comité en kende zes deelnemende landen in acht verschillende sporten. Aan het voetbaltoernooi namen uitsluitend de Filipijnen en de Republiek China deel. Derhalve werd slechts één wedstrijd gespeeld, op 4 februari 1913 in Carnival Grounds, met de Filipijnen als winnaar (2–1). Naar tegenwoordige standaarden zou deze interland niet als officieel kunnen worden aangemerkt. China werd vertegenwoordigd door het elftal van South China AA, dat in 1910 de eerste landskampioen werd, en het elftal van de Filipijnen bestond uit onder meer Amerikanen, Britten en Spanjaarden. Mok Hing (莫慶, Mò Qìng) wordt beschouwd als de eerste bondscoach van China, nadat hij eerder de oprichter van de Zuid-Chinese club was; hij nam zelf ook deel aan de wedstrijd als middenvelder. Een andere middenvelder, Tong Fuk Cheong (唐福祥, Táng Fúxíang), geboren Hongkonger, maakte het eerste doelpunt voor China.
De totstandkoming van het nationaal elftal viel in dezelfde periode als de Xinhairevolutie en de daaropvolgende chaos van de beëindiging van het keizerlijke China. De eerste deelname aan de Spelen van het Verre Oosten was daarom nog niet vlekkeloos; de tweede editie vond daarentegen juist plaats in eigen land. In Shanghai namen naast de Republiek China ook Japan en de Filipijnen deel, Malaya en Siam trokken zich terug na de uitbraak van de Eerste Wereldoorlog in Europa. China werd opnieuw vertegenwoordigd door South China AA, maar wist nu over twee wedstrijden te winnen (1–0). Tot 1923 waren de enige interlands die China speelde onderdeel van de Spelen; in 1917 voegde Japan zich als gastland als derde bij het voetbaltoernooi (en verloor van beide landen, 0–5 en 2–15). China won voor het eerst interlands en won het toernooi. De wedstrijd tegen de Filipijnen wonnen de Chinezen met 3–0; na het vierde doelpunt, een benutte strafschop, gaf de Filipijnse doelman de doelpuntenmaker een stomp en ontstond een vechtpartij. De Filipijnen werden bijgevolg gediskwalificeerd. Sindsdien won China alle edities van het voetbaltoernooi van deze Spelen, totdat in 1937 Japan China binnenviel en het toernooi werd beëindigd. Het was met deze overwinningen de regionale grootmacht op het gebied van interlandvoetbal en überhaupt een van de weinige regionale grootmachten van dat moment: alleen in Groot-Brittannië werden al consequent interlandtoernooien gespeeld, hoewel het eerste interlandtoernooi elders plaatsvond, namelijk in Latijns-Amerika.

#### Tournee door Australië (1923)
Tot 1923 speelde de Republiek China alleen wedstrijden op de Spelen van het Verre Oosten en uitsluitend tegen dezelfde twee tegenstanders. In de zomer van 1923 kwam daar verandering in, toen een reis naar Australië werd ondernomen. Australisch sportcommentator Harry Millard legde contact met het organisatiecomité van de Spelen om te kunnen onderhandelen met de Chinezen over een internationaal toernooi; op dat moment had China nog geen eigen voetbalbond. Afgesproken werd dat een vertegenwoordigende Chinese selectie zou afreizen naar Sydney, bestaande uit dertien Zuid-Chinese spelers en drie voetballers uit Shanghai, die laatste groep bedoeld om de selectie representatiever te maken. Op 18 juli 1923 vertrokken de Chinezen (en Millard) vanuit Hongkong, om op 6 augustus in Sydney te arriveren. In Australië toerde het Chinese gezelschap maandenlang en speelde het 24 wedstrijden, waaronder vijf informele interlands tegen een vertegenwoordigend Australisch voetbalelftal. Geen van deze interlands wordt door Australië thans beschouwd als officiële A-interland, maar het is ook onzeker of het toentertijd als volwaardige interlands werden beschouwd. De andere 19 wedstrijden werden gespeeld tegen elftallen uit enkele staten of steden, waaronder New South Wales – de eerste wedstrijd op 11 augustus (3–3) – en South Coast – de laatste wedstrijd, gespeeld op 10 november (0–0). China won in totaal acht wedstrijden, speelde zevenmaal gelijk en verloor negen wedstrijden.
| \| eerste wedstrijd (scheidsrechter W.A. Wright, 40.000 toeschouwers te Sydney, 11 augustus 1923):[9] \| \| \| \| New South Wales \| 3 – 3 \| Republiek China \| \| Perce Lennard Frederick Hancock Perce Lennard \| goals \| Lee Wai Tong \| \| onbekend \| bondscoach \| Mok Hing \| \| George Cartwright Charlie Leabeater R. Critcher Lawson Bailey Andy Henderson J. Avis Stan Bourke Perce Lennard J. Sherringham Frederick Hancock Frank Melliar-Smith \| opstellingen \| Lau Hing Cheung Ng Kam Chuen Chan So Leung Yuk Tong Leung Tai Fong Wong Shui Wah Pang Kam Wing Yip Kau Ko Wong Pak Chung Lee Wai Tong Chan Kwong Yiu \| |              | |
| |              | |
| eerste wedstrijd (scheidsrechter W.A. Wright, 40.000 toeschouwers te Sydney, 11 augustus 1923): |              | |
| New South Wales | 3 – 3        | Republiek China |
| Perce Lennard Frederick Hancock Perce Lennard | goals        | Lee Wai Tong |
| onbekend | bondscoach   | Mok Hing |
| George Cartwright Charlie Leabeater R. Critcher Lawson Bailey Andy Henderson J. Avis Stan Bourke Perce Lennard J. Sherringham Frederick Hancock Frank Melliar-Smith | opstellingen | Lau Hing Cheung Ng Kam Chuen Chan So Leung Yuk Tong Leung Tai Fong Wong Shui Wah Pang Kam Wing Yip Kau Ko Wong Pak Chung Lee Wai Tong Chan Kwong Yiu |

De rondreis in Australië was sportief gezien dus geen onsuccesvol verhaal: voor het eerst troffen Chinese interlandspelers een niet-Aziatische tegenstander en verbleven ze voor langere tijd elders om over langere tijd consequent wedstrijden van redelijk niveau te spelen. In het Chinese kamp heerste wel onrust en ontevredenheid en werd gesuggereerd dat de Chinezen uitgebuit werden door Australische bedrijven en investeerders. Met name twee van de Oost-Chinese voetballers, Shen Kuo Chuan (申國權, Shēn Guóquán) en Wang Chen Sheng (王振聲, Wáng Zhènshēng) toonden hun ontevredenheid. Australische media meldden dat hun conflict zich echter beperkte tot bondscoach Mok Hing. In Australië had de tour van China nog een maatschappelijke invalshoek. Millard had niet alleen een sportief motief voor het organiseren van een Chinese tournee: hij wilde ook de stereotiepe en negatieve blik van Australiërs op Chinezen en de Chinese minderheid in Australië doorbreken. Millard slaagde erin een maatschappelijke discussie te ontlokken over de Chinese diaspora en de aanwezigheid van een Chinese minderheid in Australië. Neerbuigendheid op de Chinezen was er aanvankelijk wel degelijk, maar na het 3–3 gelijkspel in de openingswedstrijd moesten ook cynische journalisten concluderen dat China niet onderdeed voor het Australische elftal. De Chinese gemeenschap zag dan ook door de tournee een mogelijkheid om de uitgesproken vooroordelen van de blanke Australiërs aan te kaarten.

#### Vertegenwoordiger van voetballend Azië (1936–1948)
De Chinese voetbalbond (中國足球協會, Zhōngguó zúqiú xiéhuì) werd in 1924 opgericht en sloot zich in 1931 aan bij wereldvoetbalbond FIFA. Het behoort daarmee tot de eerste voetbalbonden van heel Azië – dat wil zeggen, het gebied dat nu onder de AFC valt – maar was niet de eerste: Singapore was in 1892 het eerste land, gevolgd door de Filipijnen en Hongkong, laatstgenoemde toen nog met een sterke Britse invloed (1914). In het jaar van de oprichting van de nationale voetbalbond ondernam een officieus, maar wel representatief Chinees studentenelftal een tweede tocht naar Oceanië, nu naar Nieuw-Zeeland. Tweeëntwintig wedstrijden werden gespeeld, allemaal tegen lokale tegenstanders, en vier werden gewonnen. In de zomer van 1927 volgde een tweede tour door Australië. De opzet was gelijk aan de opzet van vier jaar eerder, al eindigde de tournee nu voortijdig nadat meerdere spelers in staking gingen en weigerden door te spelen. Dertig wedstrijden werden op Australisch grondgebied afgewerkt, waarvan dertien werden gewonnen en veertien verloren.

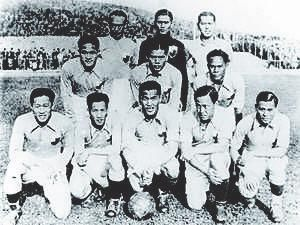
De elf spelers van het Chinees olympisch elftal, dat in 1936 deelnam aan de Spelen in nazi-Duitsland.

Tot aan 1936 werd vervolgd met het spelen van wedstrijden op de Spelen van het Verre Oosten, met in 1934 onder andere een wedstrijd tegen het Nederlands-Indisch voetbalelftal, dat het toernooi won (maar wel van China verloor). In 1936 besloot China zich in te schrijven voor het voetbaltoernooi van de Olympische Zomerspelen 1936, die plaatsvonden in nazi-Duitsland. Ook Japan nam deel. Het olympisch voetbaltoernooi was in de jaren 40 nog van grote waarde, maar de devaluatie was al ingezet na het eerste wereldkampioenschap voetbal in 1930. In 1932 was de sport geen olympische discipline; op dringend verzoek van de Duitsers keerde het vier jaar later terug op het programma. Bondscoach Ngan Shing Kwan (顏成坤, Yán Chéngkūn) selecteerde tweeëntwintig spelers, veelal actief bij Hongkongse clubs; één speler was op dat moment actief bij een Nederlands-Indische voetbalclub, Tio Hian Goan, die nota bene in 1934 namens Nederlands-Indië nog tegen China had gespeeld op de Spelen van het Verre Oosten. De selectie was multi-etnisch: de voetballers kwamen niet alleen uit Hongkong, maar ook uit Shanghai, Singapore en Java. Omdat slechts zestien landen deelnamen aan het voetbaltoernooi werd geen groepsfase gespeeld, maar vond uitsluitend een knock-outfase plaats. In de eerste ronde, gespeeld op 6 augustus 1936, verloor de Republiek China van voetbalgrootmacht Groot-Brittannië (2–0). Japan en China waren samen de eerste Aziatische landen die deelnamen aan een mondiaal voetbaltoernooi, maar Japan had de primeur als eerste te winnen: het versloeg Zweden in de eerste ronde, om vervolgens in de kwartfinale met 0–8 van Italië te verliezen. Na afloop van het toernooi speelde China nog negen oefenwedstrijden door heel Europa, waaronder een wedstrijd op 27 augustus in Amsterdam tegen AFC Ajax. De wedstrijd in het Olympisch Stadion eindigde in 5–3 voor Ajax.
In 1937 brak de Tweede Chinees-Japanse Oorlog uit, wat een abrupt einde maakte aan de sportieve verhoudingen tussen de landen. De Spelen van het Verre Oosten zouden in 1938 plaatsvinden in het Japanse Osaka, maar werden afgelast vanwege de nieuwe oorlogssituatie. In 1940 brak ook in Europa oorlog uit en raakten meerdere continenten betrokken bij een wereldwijd conflict; China speelde dan ook twaalf jaar lang geen interlands, tot een vriendschappelijke interland op 13 mei 1948 tegen Thailand (5–0 overwinning). Japan organiseerde in 1940 wel nog een internationaal toernooi, ter viering van het Japanse keizerrijk, waaraan het ook Mantsjoekwo liet deelnemen – een vazalstaat, veroverd op China. Ook Japans-China nam deel aan dat toernooi, zonder een enkele Chinese topspeler. Na afloop van de Tweede Wereldoorlog in 1945 zocht de Chinese voetbalbond, bevrijd van de Japanse overheersing, weer naar een plek op het internationale toneel. In 1948 was China dan ook deelnemer aan het voetbaltoernooi van de Olympische Zomerspelen 1948 in Londen, de eerste Spelen sinds 1936. Ook Afghanistan, India en Zuid-Korea namen deel. De Chinese Republiek verloor op 2 augustus 1948 met 4–0 van Turkije, na onder meer twee doelpunten van Gündüz Kılıç. Volgens het officiële IOC-rapport van de Spelen van 1948 waren de Chinezen en Zuid-Koreanen behendig in de korte passes, maar ontbrak het hen aan een goede conditie, met name omdat Chinezen in eigen landen vaak wedstrijden korter dan negentig minuten zouden spelen.

### Volksrepubliek China

#### Aansluiting bij en terugtrekking uit de FIFA (1931–1979)
De spelers die deel uitmaakten van het olympisch elftal kwamen terug in een China dat wederom in een burgeroorlog verkeerde. In oktober 1949 riep Mao Zedong de Volksrepubliek China uit, wat directe consequenties had voor het landelijk elftal. Het Chinees elftal viel nu uiteen in twee nationaal elftallen: het voetbalelftal van de Republiek China bleef bestaan, maar staat thans bekend als het Taiwanees voetbalelftal; het voetbalelftal van de Volksrepubliek China was nieuw en is thans het vertegenwoordigend elftal van China. Het spelen van de eerste interland liet nog enkele jaren op zich wachten: drie jaar na het uitroepen van de Volksrepubliek erkende de FIFA het lidmaatschap van China zoals in 1931 was afgesloten. In 1951 reisde de voetbalclub Bayi (八一, Bāyī; "1 augustus") van het Volksbevrijdingsleger wel al af naar Tsjecho-Slowakije voor een vriendschappelijk clubtoernooi. De Finse regering was er vroeg bij om diplomatieke banden aan te halen met het nieuwe Chinese regime en nodigde het land uit voor deelname aan de Olympische Zomerspelen 1952, die plaatsvonden in Helsinki. Het voetbalelftal was echter dusdanig laat dat het het gehele voetbaltoernooi misliep. Finland organiseerde op 4 augustus alsnog een vriendschappelijke interland in Helsinki en versloeg de Chinezen met 4–0.
In 1956 speelde de Volksrepubliek China vijf vriendschappelijke interlands – niet eerder speelde het zo veel erkende wedstrijden in één jaar. China ontmoette onder meer India (1–0), Joegoslavië (0–4) en Noord-Vietnam (5–3). Op 12 mei 1957 speelde het elftal zijn eerste door FIFA erkende competitieve interland in het kader van de kwalificaties voor het wereldkampioenschap voetbal 1958. De wedstrijd tegen Indonesië vond plaats in Jakarta en werd met 2–0 verloren. In Beijing werd de tweede wedstrijd gewonnen door China (4–3); omdat gespeeld werd in een groepsfase (Australië zou ook tot de groep behoren, maar trok zich eerder al terug), eindigden beide landen met drie punten en moest een beslissend duel op neutrale grond gespeeld worden. In Rangoon (Myanmar) eindigde die wedstrijd in een 0–0 gelijkspel, waardoor Indonesië zich op basis van het doelsaldo kwalificeerde voor de volgende kwalificatieronde. In de daaropvolgende twintig jaar zou China niet meer deelnemen aan WK-kwalificatietoernooien. Aanleiding daarvoor was het besluit van de wereldvoetbalbond om Taiwan, toentertijd nog de Republiek China, te erkennen als apart land met een eigen nationaal elftal. De Volksrepubliek China besloot haar samenwerking met de FIFA te beëindigen, maar bleef wel interlands spelen in de daaropvolgende jaren, voornamelijk tegen communistische landen (de Sovjet-Unie, Noord-Vietnam, Noord-Korea, Mongolië et cetera). Ook speelde het meermaals tegen Afrikaanse landen (deze ontmoetingen zouden stoppen ten tijde van de Culturele Revolutie), te beginnen met een wedstrijd tegen Soedan in juli 1957 (4–1). Het terugtreden van de Volksrepubliek China uit de FIFA volgde kort na een vergelijkbaar conflict met het Internationaal Olympisch Comité rond de Spelen van 1956. Nadat Taiwan werd toegelaten onder de naam van de Republiek China protesteerde de Volksrepubliek, trok het zich terug en verliet het IOC.
De Volksrepubliek China speelde in de periode zonder FIFA-lidmaatschap bijna honderd interlands. Meerdere daarvan werden gespeeld in toernooien, waaronder op de Spelen van de nieuw opkomende machten (GANEFO) in 1966, opgericht op initiatief van de Indonesische president Soekarno en bedoeld als tegenhanger van de Olympische Spelen. Verbetering van de relatie tussen de Volksrepubliek China en de mondiale sportinstanties volgde in oktober 1971, toen de Algemene Vergadering van de Verenigde Naties resolutie 2758 aannam, die uitsprak "de vertegenwoordigers van de regering van de Volksrepubliek China te erkennen als de enige legitieme vertegenwoordigers van China bij de Verenigde Naties", en tegelijkertijd de Republiek China zijn positie binnen de Algemene Vergadering ontnam. 76 landen steunden de resolutie, waaronder de Sovjet-Unie, Groot-Brittannië, Nederland en België; onder meer de Verenigde Staten en Japan stemden tegen. In navolging van de resolutie hernoemde het voetbalelftal van de Republiek China zich in 1973 naar het voetbalelftal van Chinees Taipei of het Taiwanees voetbalelftal. Dat was een cruciale voorwaarde voor de Volksrepubliek om weer te kunnen toetreden tot de internationale sportgemeenschap. In 1974 ontnam de Aziatische voetbalconfederatie Chinees Taipei haar lidmaatschap om zo China toegang te kunnen bieden. De omstandigheden waaronder China weer lid werd van FIFA en AFC waren schimmig: om stemmen te ronselen bij Arabische landen werd vanuit het Chinese kamp beloofd voor verbanning van Israël te stemmen; de verbanning van Chinees Taipei door de AFC had tot een reglementaire schorsing van de hele AFC door FIFA moeten leiden, wat niet gebeurde; China overtrad in de jaren voorafgaand aan zijn nieuwe FIFA-lidmaatschap meerdere regels, waaronder het spelen van wedstrijden in Europa. De rol van toenmalig FIFA-voorzitter João Havelange hierin was cruciaal, daar hij meende dat lidmaatschap van de Volksrepubliek China noodzakelijk was om de voetbalsport daadwerkelijk mondiaal te kunnen verspreiden. In 1981 bevestigde de Republiek China dat haar voetbalassociatie voortaan de naam Chinees Taipei zou dragen, gevolgd door hertoetreding tot de AFC in 1989. De Volksrepubliek China werd volwaardig FIFA-lid op 13 oktober 1979.

#### Eerste toernooideelnames na de Culturele Revolutie (1976)
De door Mao Zedong geïnitieerde Culturele Revolutie liet tussen 1966 en 1976 een spoor van verwoesting achter in de Volksrepubliek en had grote gevolgen op maatschappelijk, economisch en politiek vlak. Over de directe consequenties in dat decennium voor massasporten als het voetbal is niet veel bekend, omdat de meeste wetenschappers zich in eerste instantie richtten op de economie, cultuur, onderwijs en andere prominente aspecten van de Chinese samenleving; in recentere jaren hebben daarentegen meerdere sportsociologen hun focus gelegd op dit specifieke onderwerp. Tijdens de Revolutie werden talloze Chinezen in alle lagen van de maatschappij beschuldigd van het aanhangen van elitaristische of kapitalistische opvattingen, vernederd, mishandeld en vermoord. Sporters waren hierop geen uitzondering. Een van de bekendste voorbeelden is Rong Guotuan (容國團, Róng Guótuán), de eerste Chinese wereldkampioen tafeltennis, die in 1968 in navolging van enkele teamgenoten noodgedwongen zelfmoord pleegde.
Jarenlang stond het voetbal in China stil, met name in de eerste vijf jaar van de Culturele Revolutie. In 1974 namen de Chinezen deel aan het voetbaltoernooi van de in Teheran georganiseerde Aziatische Spelen. Ondanks een overwinning van 1–7 op het Indiaas elftal kwam China niet voorbij de voorronde. Twee jaar later nam de Volksrepubliek China voor het eerst deel aan het Aziatisch kampioenschap voetbal, dat zijn zesde editie had in Iran. Plaatsing werd afgedwongen door in een kwalificatietoernooi in 1975 te winnen van Hongkong en Brunei (10–1). China werd op het hoofdtoernooi derde – in de groepsfase werd gelijkgespeeld tegen Maleisië en verloren van Koeweit. In de halve finale won Iran in de verlenging (2–0), waarop het Chinees elftal in de troostfinale Irak versloeg. Vier jaar later nam China wederom deel aan het Aziatisch kampioenschap, maar eindigde als vierde in een groep van vijf landen. De jaren 80 waren een periode van West-Aziatische dominantie, wat weerspiegeld wordt in lijst van de winnaars van het continentale kampioenschap, maar ook in China ontwikkelde het voetbal zich in die periode. In de tweede helft van de jaren 80 kwam de nationale competitie weer op gang, nadat deze compleet was stilgelegd tijdens de Culturele Revolutie, en zorgde een technologische ontwikkeling voor gestage toename van het kijkerspubliek: de intrede van de televisie in de Chinese maatschappij. In 1982 bedroeg het aantal televisietoestellen in Chinese huiskamers zeker twintig miljoen, wat neerkwam op ongeveer 350 miljoen kijkers. Het Chinees voetbalelftal kende daarmee een steeds grotere groep toeschouwers en werd in den lande steeds bekender.

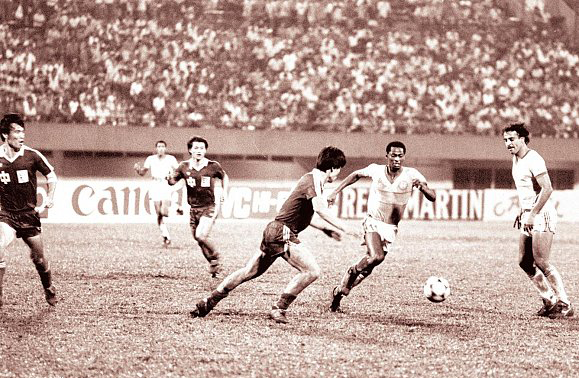
Finalewedstrijd van het Aziatisch kampioenschap (1984) tussen winnaar Saoedi-Arabië en het Chinees voetbalelftal, laatstgenoemde in de donkere shirts met "中国" als opdruk ("China" in vereenvoudigd Chinees).

In 1980 nam China voor het eerst sinds tijden weer deel aan de kwalificaties voor het wereldkampioenschap voetbal. Het won van zowel Japan als het toentertijd Portugese Macau in een groepsfase, om in een beslissende wedstrijd Noord-Korea te verslaan en zich zo te plaatsen voor de laatste kwalificatieronde. In die ronde kwalificeerde China zich voor een play-off tegen Nieuw-Zeeland, waarbij de winnaar zich zou plaatsen voor het wereldkampioenschap 1982. China verloor desalniettemin op 10 januari 1982 met 1–2 van Nieuw-Zeeland. Het duurde tot 1998 alvorens China weer een vergelijkbare prestatie in het WK-kwalificatietoernooi zou leveren. Bij het kwalificatietoernooi voor het WK 1986 kwam kwalificatie dan ook niet zeer dicht in de buurt, maar één wedstrijd in 1985 viel in het bijzonder op. China bevond zich in dat jaar in de kwalificatiegroep met Hongkong, Macau en Brunei en presteerde niet slecht: na vijf wedstrijden had het nog niet verloren en geen enkel tegendoelpunt geïncasseerd. Hetzelfde gold voor Hongkong, dat voorafgaand aan de tweede onderlinge confrontatie – en de laatste wedstrijd in de groep – evenveel punten had als de Volksrepubliek. De afsluitende wedstrijd op 19 mei 1985 in het Arbeidersstadion te Beijing, bezocht door een voor Chinese begrippen hoog aantal toeschouwers van zeker 60.000, was dus bepalend. China werd beschouwd als groot favoriet, niet alleen gezien het verschil in omvang van beide landen, maar ook vanwege de prestaties van China in de voorgaande jaren. De overwinning van Hongkong (1–2) kwam dan ook als een grote verrassing voor de Chinese supporters, die zodanig ontevreden waren dat de uitslag leidde tot de eerste vorm van hooliganisme in de Volksrepubliek China. Supporters barstten in woede uit en richtten grote schade aan, zowel binnen als buiten het stadion; spelers brachten noodgedwongen drie dagen door in het stadion, uit angst aangevallen te worden door hun eigen publiek. Hooligans begonnen met het gooien van afval op het veld en naar spelers, waarna het geweld zich ook naar buiten het stadion verplaatste, waar de spelersbus werd omvergegooid en auto's volledig werden vernield. Het geweld en de bezetting van het stadion werden beëindigd na bemiddelende gesprekken onder leiding van de bondsvoorzitter. Bondscoach Zeng Xuelin (曾雪麟, Zēng Xuělín) stapte op en 127 mensen werden gearresteerd. Het was niet alleen de sportieve kant van de nederlaag die leidde tot de rellen, maar ook de politieke kant. Hongkong was immers een Britse kolonie op het moment van spelen en bij veel Chinezen zaten de Britse vernederingen nog in het geheugen – met de Opiumoorlogen en de twee daaraan verbonden ongelijke verdragen als bekendste voorbeelden. Het hooliganisme had dan ook deels een anti-buitenlandkarakter, wat zich uitte in het vernielen van auto's van de verschillende buitenlandse ambassades en het beschimpen en bespugen van buitenlanders op straat. De wedstrijd en de daaropvolgende rellen zijn significant in de Chinese voetbalgeschiedenis en hebben daarom een eigen naam gekregen, het "19 mei-incident" (五一九事件, wǔ yījiǔ shìjiàn).
Dat China in 1985 tegenover Hongkong werd gezien als duidelijke favoriet valt te verklaren met de prestatie van het nationaal elftal op het Aziatisch kampioenschap voetbal 1984, een halfjaar voor het 19 mei-incident. Het kampioenschap, dat in december 1984 plaatsvond in Singapore, begon voor China met een nederlaag tegen toenmalig recordkampioen Iran, maar het eindigde boven in de groep nadat Iran gelijkspeelde tegen India en Singapore, landen waarvan het Chinees elftal wel won. In de halve finale versloeg China titelverdediger Koeweit na verlenging (1–0), om zo voor het eerst de finale van een groot interlandtoernooi te bereiken. Twee dagen later werd de finale verloren van Saoedi-Arabië, maar van alle Oost-Aziatische landen had China verreweg de beste prestatie geleverd. Na afloop van het toernooi riep de Aziatische voetbalconfederatie de Chinees Jia Xiuquan (賈秀全, Jiǎ Xiùquán) uit tot speler van het toernooi en werd het gehele elftal beloond met de prijs voor meest sportieve elftal.
| Interlands van het Chinees voetbalelftal in 1984 | Interlands van het Chinees voetbalelftal in 1984 | Interlands van het Chinees voetbalelftal in 1984 | Interlands van het Chinees voetbalelftal in 1984 | Interlands van het Chinees voetbalelftal in 1984 | Interlands van het Chinees voetbalelftal in 1984 |
| № | Datum                                            | Wedstrijd                                        | Uitslag                                          | Competitie                                       |                                                  |
| --- | ------------------------------------------------ | ------------------------------------------------ | ------------------------------------------------ | ------------------------------------------------ | ------------------------------------------------ |
| 142. | 11 januari 1984                                  | India – China                                    | 0 – 3                                            | Nehru Cup                                        |                                                  |
| | 13 januari 1984                                  | China – Hongarije                                | 1 – 1                                            | Nehru Cup                                        |                                                  |
| 143. | 15 januari 1984                                  | China – Polen                                    | 0 – 1                                            | Nehru Cup                                        |                                                  |
| 144. | 20 januari 1984                                  | Argentinië – China                               | 0 – 1                                            | Nehru Cup                                        |                                                  |
| 145. | 27 januari 1984                                  | Polen – China                                    | 1 – 0                                            | Nehru Cup                                        |                                                  |
| 146. | 12 april 1984                                    | Kenia – China                                    | 1 – 0                                            | Vriendschappelijk                                |                                                  |
| 147. | 31 mei 1984                                      | Japan – China                                    | 1 – 0                                            | Kirin Cup                                        |                                                  |
| 148. | 3 juni 1984                                      | Ierland – China                                  | 1 – 0                                            | Kirin Cup                                        |                                                  |
| 149. | 19 juni 1984                                     | China – India                                    | 2 – 0                                            | Vriendschappelijk                                |                                                  |
| 150. | 27 juni 1984                                     | China – Canada                                   | 5 – 1                                            | Vriendschappelijk                                |                                                  |
| 151. | 4 juli 1984                                      | China – Iran                                     | 1 – 0                                            | Vriendschappelijk                                |                                                  |
| 152. | 29 juli 1984                                     | Roemenië – China                                 | 4 – 2                                            | Vriendschappelijk                                |                                                  |
| 153. | 31 juli 1984                                     | Roemenië – China                                 | 1 – 0                                            | Vriendschappelijk                                |                                                  |
| 154. | 10 september 1984                                | China – Afghanistan                              | 6 – 0                                            | Kwalificatie AK 1984                             |                                                  |
| 155. | 13 september 1984                                | China – Jordanië                                 | 6 – 0                                            | Kwalificatie AK 1984                             |                                                  |
| 156. | 17 september 1984                                | China – Hongkong                                 | 2 – 0                                            | Kwalificatie AK 1984                             |                                                  |
| 157. | 20 september 1984                                | China – Qatar                                    | 1 – 0                                            | Kwalificatie AK 1984                             |                                                  |
| 158. | 3 november 1984                                  | China – Australië                                | 3 – 2                                            | Vriendschappelijk                                |                                                  |
| 159. | 3 december 1984                                  | Iran – China                                     | 2 – 0                                            | Aziatisch kampioenschap 1984                     |                                                  |
| 160. | 5 december 1984                                  | Singapore – China                                | 0 – 2                                            | Aziatisch kampioenschap 1984                     |                                                  |
| 161. | 9 december 1984                                  | China – India                                    | 3 – 0                                            | Aziatisch kampioenschap 1984                     |                                                  |
| 162. | 11 december 1984                                 | China – Verenigde Arabische Emiraten             | 5 – 0                                            | Aziatisch kampioenschap 1984                     |                                                  |
| 163. | 14 december 1984                                 | China – Koeweit                                  | 1 – 0                                            | Aziatisch kampioenschap 1984                     |                                                  |
| 164. | 16 december 1984                                 | Saoedi-Arabië – China                            | 2 – 0                                            | Aziatisch kampioenschap 1984                     |                                                  |
| In 1984 speelde het Chinees voetbalelftal vierentwintig wedstrijden, waarvan eenentwintig erkend door de FIFA. Het is een belangrijk jaar in de geschiedenis van het Chinees voetbalelftal: niet eerder speelde China zo veel wedstrijden in één kalenderjaar; het nam deel aan twee belangrijke toernooien, de Nehru Cup en het Aziatisch kampioenschap; en het boekte enkele opvallende overwinningen, bijvoorbeeld op Argentinië en Australië. |                                                  |                                                  |                                                  |                                                  |                                                  |

#### Olympische deelname in Zuid-Korea (1988)
In 1987 nam China deel aan de kwalificaties voor het voetbaltoernooi van de Olympische Zomerspelen 1988, die plaatsvonden in Zuid-Korea. In tien kwalificatiewedstrijden verloor het eenmaal en won het achtmaal, met onderweg enkele grote uitslagen (9–0 en 10–0 tegen de Filipijnen, 8–0 en 12–0 tegen Nepal). In oktober 1987 had China zich verzekerd van een van de zestien plaatsen in het voetbaltoernooi, met namens Azië ook Irak en het gastland als deelnemers. Het was voor het eerst sinds veertig jaar dat het nationaal elftal weer zou deelnemen aan de Olympische Spelen. Tegenstanders in de groepsfase waren (in chronologische volgorde) West-Duitsland, Zweden en Tunesië, alle drie nieuwe tegenstanders voor de Volksrepubliek. Van de twee Europese landen verloor China met duidelijke cijfers, waardoor het voorafgaand aan de laatste wedstrijd tegen het Tunesisch elftal al was uitgeschakeld. Dat duel eindigde in een 0–0 gelijkspel en leverde zo het enige punt van deze Spelen voor China op. Amper twee maanden na de Olympische Spelen nam het deel aan het Aziatisch kampioenschap voetbal 1988, dat werd georganiseerd in de oliestaat Qatar. Ondanks een nederlaag in de afsluitende groepswedstrijd tegen Saoedi-Arabië, dat vier jaar eerder China in de finale had dwarsgezeten, bereikte het elftal de halve finale. Daarin won Zuid-Korea met 2–1, nadat na negentig minuten nog niet was gescoord. Van Iran werd vervolgens de troostfinale na strafschoppen verloren. De strafschoppenserie duurde niet lang: de eerste drie Chinese spelers misten allemaal hun strafschop, waardoor de wedstrijd na zes strafschoppen reeds was beslist. Zhang Huikang werd door de AFC uitgeroepen tot doelman van het toernooi.
Bij de kwalificatietoernooien voor de wereldkampioenschappen voetbal 1990 en 1998 kwam de Volksrepubliek China dicht bij kwalificatie. Bij het eerstgenoemde kwalificatietoernooi ging China op doelsaldo ten koste van Iran door in de groepsfase, maar schoot het in de finaleronde met drie nederlagen tekort. In de kwalificaties voor 1998 plaatste China zich ongeslagen voor de finaleronde, maar kwam het uiteindelijk één punt tekort. Het wist zich nog niet te kwalificeren, maar het Chinees elftal speelde consequent een rol in het Aziatische interlandvoetbal van de jaren 80 en 90: tussen 1984 en 2004 kwalificeerde China zich voor elk Aziatisch kampioenschap en kwam het altijd voorbij de groepsfase, en bij de kwalificaties voor het WK kwam het herhaaldelijk in de buurt van kwalificatie of zat het grote voetballanden (met name Iran) dwars. Dit vertaalde zich richting de FIFA-wereldranglijst, die in december 1992 voor het eerst werd gepubliceerd. China bevond zich op plaats 56, enkele plaatsen achter Saoedi-Arabië, het op dat moment hoogst ingeschaalde AFC-land.

#### Debuut op het wereldkampioenschap (2002)
Op 26 januari 2000 behaalde het Chinees voetbalelftal zijn grootste overwinning tot op heden. In het kwalificatietoernooi voor het Aziatisch kampioenschap 2000 won China met 19–0 van Guam. De wedstrijd behoort daarmee tot de vijf grootste uitslagen in de geschiedenis van het interlandvoetbal, samen met eenzelfde uitslag bij de WK-kwalificatiewedstrijd tussen Iran en Guam (eind 2000). Begin 2001 begon China aan de kwalificaties voor het wereldkampioenschap voetbal 2002, georganiseerd door buurlanden Zuid-Korea en Japan. Het was nu al geregeld dicht bij kwalificatie gekomen, maar dit was het eerste kwalificatietoernooi dat China daadwerkelijk zou winnen. In de eerste ronde eindigde het ongeslagen als eerste in een groep met Indonesië, de Maldiven en Cambodja. China diende voor kwalificatie als eerste in zijn groep in de tweede ronde te eindigen en slaagde daarin door van de acht gespeelde wedstrijden er zes te winnen. Alleen de afsluitende wedstrijd tegen Oezbekistan ging verloren, maar toen was kwalificatie al zekergesteld. Naast China plaatsten Ecuador, Senegal en Slovenië zich eveneens in 2001 voor hun eerste wereldkampioenschap.
Bondscoach van de Volksrepubliek China was inmiddels de Serviër Bora Milutinović, die in 2000 aantrad en op dat moment al "miracle worker" als bijnaam had. In de vier aan 2002 voorafgaande wereldkampioenschappen wist hij zich met vier verschillende landenteams te plaatsen voor de tweede ronde, iets wat niet eerder vertoond was. Ook Milutinović' prestatie om zich met vijf verschillende landen – China als vijfde land in 2001 – te kwalificeren voor het wereldkampioenschap voetbal gold als een record. Zijn relatie met de Chinese voetbalbond was tussen de kwalificatie en start van het toernooi desondanks problematisch, en voor het spelen van de eerste groepswedstrijd was reeds duidelijk dat Milutinović na het wereldkampioenschap zou stoppen met deze functie. Onder de supporters was hij een stuk populairder. Na de beslissende kwalificatiewedstrijd tegen Oman in oktober 2001 scandeerden honderdduizenden op het Tiananmenplein samengekomen Chinezen de naam van Milutinović. Over de emoties na het bereiken van het eindtoernooi, de instelling van de spelers en zijn verwachtingen voor de groepsfase zei Milutinović zelf het volgende:

Ik ben blij. Iedereen is blij. Het gevoel van opwinding was zo sterk nadat we ons hadden gekwalificeerd dat het niet normaal was. In elk land denkt men hetzelfde over succes, maar het verschil met China is de schaal. Toen Costa Rica zich kwalificeerde, waren drie miljoen mensen in verrukking. Hier is de emotie hetzelfde, maar dan vermenigvuldigd met tweehonderd door de omvang van de bevolking. [...] Voordat ik hier kwam, lag alle nadruk op werken. Er was veel minder plezier dan in de andere landen waar ik heb gecoacht. Ik heb echter geprobeerd de Chinese manier van doen te vermengen met mijn manier van doen. De spelers moeten hard trainen, maar ik probeer hen te laten genieten van wat ze aan het doen zijn. [...] We moeten optimistisch zijn [over China's kansen]. Ik ben zelf al zeer tevreden dat China zich voor het eerst heeft gekwalificeerd, wat ons grootste doel was. Maar natuurlijk wil men meer en meer, dus nu verwacht ik dat ze me van de Grote Muur gooien als we niet door de groepsfase komen.
— Bora Milutinović

De selectie die Milutinović samenstelde bestond grotendeels uit spelers uit de Chinese competitie. Van hen waren aanvoerder Ma Mingyu (馬明宇) en Hao Haidong (郝海東) de meest bekende namen; zij vormden een ervaren duo op het middenveld. Ook telde de selectie enkele spelers uit Europese competities, zoals Sun Jihai (孙继海) van de Engelse club Manchester City en Fan Zhiyi (范志毅) van het Schotse Dundee, laatstgenoemde het enige lid van de selectie met meer dan honderd gespeelde interlands voorafgaand aan het toernooi. De selectie was over het algemeen niet onervaren, met slechts drie spelers met minder dan tien interlands, maar dat veranderde niets aan de instelling waarmee de Chinese voetballers begonnen aan het wereldkampioenschap. Mede gezien de loting – tegenstanders in de groepsfase waren Brazilië, Turkije en Costa Rica – gingen zij er voornamelijk heen "om te leren" en voelden ze zich volgens Sun Jihai net eerstejaars scholieren.
China speelde zijn eerste groepswedstrijd op 4 juni 2002 in het Gwangjustadion tegen Costa Rica, dat op het wereldkampioenschap van 1990 onder leiding had gestaan van Milutinović. Rónald Gómez opende na iets meer dan een uur spelen de score (0–1), met enkele minuten later direct het beslissende doelpunt in het voordeel van Costa Rica, eveneens de eindstand (0–2). Milutinović had Costa Rica als minst zware tegenstander ingeschaald en het verlies tegen Costa Rica was dan ook de minst zware nederlaag die China op het toernooi leed. Latere winnaar Brazilië was de volgende tegenstander. Aan deze wedstrijd begon China ogenschijnlijk beter dan het aan zijn debuutwedstrijd begon, maar langer dan tot het eerste doelpunt van Roberto Carlos na vijftien minuten duurde dat niet. Na drie kwartier stond het reeds 3–0 voor de Brazilianen. Aan de inzet van de Chinese spelers lag de uiteindelijke 4–0 nederlaag niet, maar het niveauverschil was gewoonweg te groot: daarnaast was zowel Fan Zhiyi als Sun Jihai, de in het buitenland actieve verdedigers van China, inmiddels door blessures niet meer inzetbaar, waardoor de verdediging was verzwakt. Braziliaanse media reageerden na afloop teleurgesteld op de einduitslag, omdat zij meenden dat er meer in had gezeten voor het Braziliaans elftal. Het derde groepsduel tegen Turkije, dat de troostfinale van gastland Zuid-Korea zou winnen, verloor China met 3–0. Na tien minuten stonden de Turken met 2–0 voor; middenvelder Shao Jiayi werd na een uur met rood van het veld gestuurd door arbiter Ruiz, waarna enkele minuten voor tijd Ümit Davala het negende tegendoelpunt maakte. Zo verloor China niet alleen alle drie groepswedstrijden en kreeg het negen doelpunten tegen (alleen het elftal van Saoedi-Arabië incasseerde meer), ook wist het zelf geen enkel doelpunt te maken. Desalniettemin was het erin geslaagd zich voor het hoogste podium in het interlandvoetbal te kwalificeren, iets wat het vooralsnog daarna niet meer kon herhalen.

#### Aziatisch kampioenschap in eigen land (2004)
Op het eigen continent bleef China ook na de WK-kwalificatie van 2001 succesvol. De nationale voetbalbond stelde in december 2002 Arie Haan aan als nieuwe bondscoach en opvolger van Milutinović. Haan had voornamelijk één doel: goed presteren op het Aziatisch kampioenschap 2004, dat in eigen land werd georganiseerd. Als gastland werd China, dat zich niet hoefde te kwalificeren, als groepshoofd in groep A geplaatst, samen met Indonesië en de oliestaten Bahrein en Qatar. De eerste groepswedstrijd op 17 juli 2004 eindigde in een 2–2 gelijkspel tegen de Bahreini, die later in het toernooi de halve finales bereikten. Reeds in de eerste dagen ontstond commotie rond Haan. Hij zette een van de ervaren spelers uit de selectie en liet Manchester City-speler Sun nauwelijks in actie komen, wat tot onvrede leidde bij de supporters. Desondanks presteerde China goed: na de groepsfase ongeslagen te zijn doorgekomen, werd in de kwartfinale Irak verslagen met 3–0. In de halve finale won China van Iran na strafschoppen. In de finale trof men het Japans elftal, dat Bahrein na verlenging aan de kant had gezet.
De relatie met Japan is voor China sinds het einde van de negentiende eeuw moeizaam. Chinezen hebben zich in de negentiende eeuw meermaals massaal afgezet tegen Japanse invloed of agressie, met de 4 Meibeweging van 1919 en het verzet in de Tweede Chinees-Japanse Oorlog (1937–1945) als goede voorbeelden. Ook na de Japanse nederlaag in 1945 en het einde van de Chinese burgeroorlog in 1949 bleef anti-Japans sentiment bestaan onder de Chinese bevolking. De commotie rond de finale van het Aziatisch kampioenschap, gespeeld op 7 augustus 2004, was een voorbeeld van opnieuw toenemend anti-Japans nationalisme. Dat nationalistische gevoel, waarmee een aanzienlijk deel van de supporters rond dit kampioenschap zich verbonden voelde, leefde voornamelijk bij jongeren, die pas na de jaren 40 waren geboren. Een belangrijke oorzaak hiervan was de beschikbaarheid van internetfora, waar ideeën snel gedeeld kunnen worden en groepen jongeren snel gemobiliseerd worden.
Voorafgaand aan de dag van de finale hadden Chinese supporters zich al tegen het Japans elftal gekeerd. Japan speelde zijn kwartfinale tegen Thailand in Chongqing, een stad in het zuidoosten van China, die tijdens de Tweede Wereldoorlog zwaar was gebombardeerd door Japanse gevechtsvliegtuigen. Chinezen in het stadion maakten sissende geluiden tijdens het afspelen van het Japanse volkslied. Tijdens de wedstrijd werden de Thaise spelers luidruchtig aangemoedigd en viel het stadion stil als Japan in balbezit was. Er was geen sprake van een georganiseerde actie. Aanwezigen in het stadion bevestigden later dat het gedrag van de supporters rechtstreeks verbonden was met de oorlog van de jaren 40; twee Chinese supporters die met Japanse vlag in de hand juichten voor Japan en zeiden politiek niet met sport te willen vermengen, werden door landgenoten van de tribune verdreven. Naar aanleiding van de vijandige sfeer in Chongqing besloot de overheid de finale zwaar te beveiligen. Duizenden agenten werden rond het Arbeidersstadion ingezet. Daarnaast riepen de Chinese voetbalbond, staatsmedia en hoogstaande politici supporters op het hoofd koel te houden en werd Japanse toeschouwers geadviseerd geen tenue van het Japans elftal te dragen en zich zo onopvallend mogelijk tussen de andere supporters te bewegen.
Net als in Chongqing verstoorden Chinese toeschouwers kort voor aanvang van de finale het afspelen van het Japanse volkslied. Voorafgaand aan en zeker na afloop van de wedstrijd verbrandden zij Japanse vlaggen en zongen patriottische liederen. Hoewel er geen meldingen werden gemaakt van fysiek geweld, werden enkele groepen Japanse supporters na afloop van de finale door politie-eenheden in veiligheid gebracht. Rond de finale werd opnieuw gerefereerd aan de Japanse agressie begin twintigste eeuw. Zo werden er veel spandoeken met politieke leuzen gedragen (een tekst luidde "Deze keer is het aan het Chinese volk om de bullebak te zijn", maar de meeste spandoeken werden gebruikt om excuses van de Japanse overheid te eisen) en droegen enkele Chinezen militaire uniforms van het Rode Leger, het communistische guerrillaleger dat zich in de jaren 40 en 50 had verzet tegen Japanse troepen. Onder hen waren ook mensen die beeltenissen van Mao bij zich droegen, die in dezelfde periode opkwam als leider en later de communistische staat zou stichten.

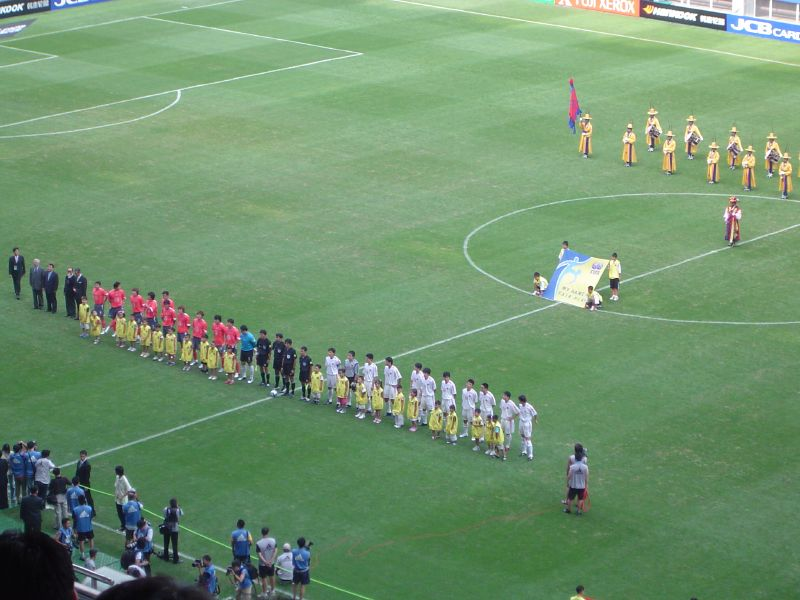
De elftallen van Zuid-Korea en China stellen zich op bij de volksliederen voorafgaand aan hun wedstrijd op het Oost-Aziatisch kampioenschap (2005). Met de toernooiwinst verkreeg China zijn eerste interlandtitel.

De finale tussen China en Japan eindigde in 1–3. Na amper twintig minuten kopte Takashi Fukunishi Japan op voorsprong; binnen tien minuten maakte Li Ming (李明, Lǐ Míng) de gelijkmaker. Controversieel was het doelpunt van Koji Nakata, waarmee Japan na ruim een uur spelen wederom op voorsprong kwam. Vanuit een hoekschop werkte Nakata de bal met zijn hand over de doellijn, maar de scheidsrechter greep niet in. China verzilverde enkele late kansen op een gelijkmaker niet, waarna in de blessuretijd Keiji Tamada de wedstrijd besliste. Bij de huldigingsceremonie weigerde bondscoach Arie Haan zijn zilveren medaille, omdat naar zijn mening China door de arbitrage was bestolen.
De incidenten rond het Aziatisch kampioenschap voetbal 2004 in China waren niet eenmalig. Naast algemene anti-Japanse protesten in 2005, die zich niet alleen beperkten tot de Volksrepubliek China, speelde ook bij onder meer het wereldkampioenschap vrouwen 2007 en het Oost-Aziatisch kampioenschap 2008 anti-Japans sentiment een rol.

#### Resultaten tot op heden (2004–)
China wist zich in het najaar van 2004 niet te kwalificeren voor een tweede wereldkampioenschap op rij. In de eerste ronde van het kwalificatietoernooi kwam het één doelpunt tekort, ondanks een 7–0 overwinning op Hongkong in het laatste duel. Zowel Koeweit als China had een positief doelsaldo van dertien, het onderlinge resultaat was exact gelijk, maar Koeweit had meer doelpunten gemaakt in totaal (vijftien om veertien). Bondscoach Haan stapte kort na de laatste kwalificatiewedstrijd op en weet de onvoldoende prestaties aan een grootschalig corruptieschandaal waarin de Chinese voetbalbond verzeild was geraakt en die in 2003 aan het licht was gekomen. In 2003 werd de eerste editie van het Oost-Aziatisch kampioenschap voetbal georganiseerd, een toernooi dat het land goed ligt: zowel in 2005 als in 2010 werd China ongeslagen kampioen. In 2013 en 2015 werd China tweede. De zege in het toernooi gedurende de zomer van 2005 was een voortzetting van de goede resultaten die werden geboekt in 2004, nu onder leiding van bondscoach Zhu Guanghu (朱廣滬, Zhū Guǎnghù). Zhu was een trainer met meer dan twintig jaar ervaring, voornamelijk op jeugdniveau; zeven jaar eerder was hij al een jaar lang actief als assistent-bondscoach. Met een ervaren selectie verloor Zhu geen van de drie wedstrijden op het kampioenschap. Tegen Zuid-Korea en Japan werd gelijkgespeeld en het elftal van Noord-Korea werd met 2–0 verslagen.
De Serviër Vladimir Petrović nam in 2007 het stokje over van Zhu Guanghu, nadat China op het Aziatisch kampioenschap 2007 niet door de groepsfase was gekomen en verloor van Maleisië en Oezbekistan, respectievelijk 1–5 en 3–0. Petrović' contract werd een jaar later voorafgaand aan de Olympische Zomerspelen 2008 in Beijing niet verlengd, toen China zich wederom niet wist te plaatsen voor het wereldkampioenschap voetbal. Chinese supporters hadden hun onvrede echter niet gekeerd tegen de bondscoach, maar tegen bondsvoorzitter Xie Yalong. Petrović werd tijdelijk opgevolgd door olympisch bondscoach Yin Tiesheng (殷鐵生, Yīn Tiěshēng). Yin verving bij het olympisch elftal een andere Serviër, Ratomir Dujković, die kort voor de Spelen door de voetbalbond was ontslagen. Hij leidde het Chinees elftal niet langdurig: bij zes interlands stond hij langs de zijlijn, waarvan vier werden verloren. Daarmee kwam Yin niet in de buurt van het winstpercentage van Arie Haan, die zes van de dertig interlands onder zijn leiding verloor.

Opstelling van het Chinees elftal in de interland tegen Duitsland, waarin de 4-2-3-1-formatie van Gao Hongbo zichtbaar is. Het duel eindigde in een 1–1 gelijkspel.

Gao Hongbo (高洪波, Gāo Hóngbō) werd in 2009 aangesteld als opvolger van trainer ad interim Yin. Voor de aanstelling van een opvolger van Yin werd door de nationale voetbalbond ruim de tijd genomen: er werd specifiek naar vier getalenteerde trainers gekeken, van wie geen van buitenlandse komaf was: de bond koos er bewust voor een Chinees aan te stellen. Yin en Gao behoorden tot dit viertal. De bond liet hen testen maken om de kennis van elke kandidaat te kunnen meten. In mei 2009 werd de aanstelling van Gao aangekondigd. Met de keuze voor Gao zette de Chinese bond een andere koers in, waarbij het niet meer uitsluitend wilde leunen op ervaren spelers en een buitenlandse bondscoach, zoals Milutinović en Haan, maar zich voornamelijk wilde richten op talent, met een getalenteerde trainer uit eigen land en jonge spelers. Vanuit de bond werd dan ook nadrukkelijk geen druk meer gelegd op de spelers: er werd geadviseerd meer te focussen op het ontwikkelen van de nieuwe strategie van coach Gao dan op losse resultaten in de eerstvolgende interlands. Concreet hield dit in dat het elftal ging oefenen met een 4-2-3-1-opstelling. Daarbij is het beheersen van goede passes over de grond noodzakelijk, iets wat de Chinezen niet gewend waren na decennia spelen met een andere tactiek: speel de bal hoog en ver naar voren en probeer op die manier druk op de verdediging van de tegenstander te zetten. Gao had voor deze aanpassing van speltactiek met name een beter middenveld en creatievere aanvallers nodig. Enkele weken na zijn aanstelling stond Gao Hongbo voor het eerst als bondscoach aan de zijlijn bij een interland van China. Op 29 mei 2009 speelde China tegen Duitsland (op dat moment de mondiale nummer twee) een vriendschappelijke interland. Hao Junmin opende na vijf minuten de score, waarna Lukas Podolski in de zevende minuut gelijkmaakte. De wedstrijd eindigde in 1–1. Bij dat resultaat moet wel opgemerkt worden dat in de Duitse selectie zeventien regelmatige interlandspelers ontbraken.
In juni 2010 fungeerde China als oefenpartner van Frankrijk, een ander land uit de top tien van de FIFA-wereldranglijst. De Fransen bereidden zich voor op het WK 2010 in Zuid-Afrika. In tegenstelling tot het Duits elftal een jaar eerder trad Frankrijk wel aan met een elftal van eerste keuzes. Bij China ontbraken daarentegen enkele basisspelers. Desondanks won China met 1–0 door een doelpunt van Deng Zhuoxiang (鄧卓翔, Dèng Zhuōxiáng), de grootste overwinning voor het Chinees elftal sinds de 1–0 overwinning op Uruguay in januari 2000. In september 2010 hield China Paraguay, twee maanden eerder kwartfinalist op het wereldkampioenschap, op een 1–1 gelijkspel. Later in het jaar ontving het drie Europese landen voor een reeks vriendschappelijke interlands, die allemaal gewonnen werden: Letland (1–0), Estland (3–0) en Macedonië (1–0) werden verslagen. 2010 was het meest succesvolle interlandjaar voor China sinds 2004, het jaar van het Aziatisch kampioenschap in eigen land, met negen overwinningen tegenover drie nederlagen.
Gao bleek een succescoach, maar werd in het begin van het seizoen 2011/12 toch ontslagen door de voetbalbond. Aanleiding daarvoor was het mislukte Aziatisch kampioenschap 2011, waar China de verwachtingen in eigen land niet waarmaakte en uitgeschakeld werd in de groepsfase. Het eerste duel werd gewonnen van Koeweit (2–0), dat de wedstrijd voor een groot deel met tien man moest spelen, maar waar een overwinning nodig was in de laatste groepswedstrijd tegen Oezbekistan, eindigde dat duel in 2–2. Gao werd opgevolgd door een buitenlandse trainer, de Spanjaard José Antonio Camacho, die in augustus 2011 een contract voor drie jaar tekende. De in 2010 nieuw aangestelde bondsvoorzitter Wei Di stelde dat de aanstelling van Camacho paste in de langetermijnvisie voor het Chinees voetbalelftal, met als doel de achterstand op Japan en Zuid-Korea goed te maken. In de zoektocht naar een nieuwe bondscoach en nieuwe strategie werd met name naar enkele Europese landen gekeken – Duitsland, Nederland, Spanje – in de hoop van deze meer ontwikkelde voetballanden te kunnen leren.

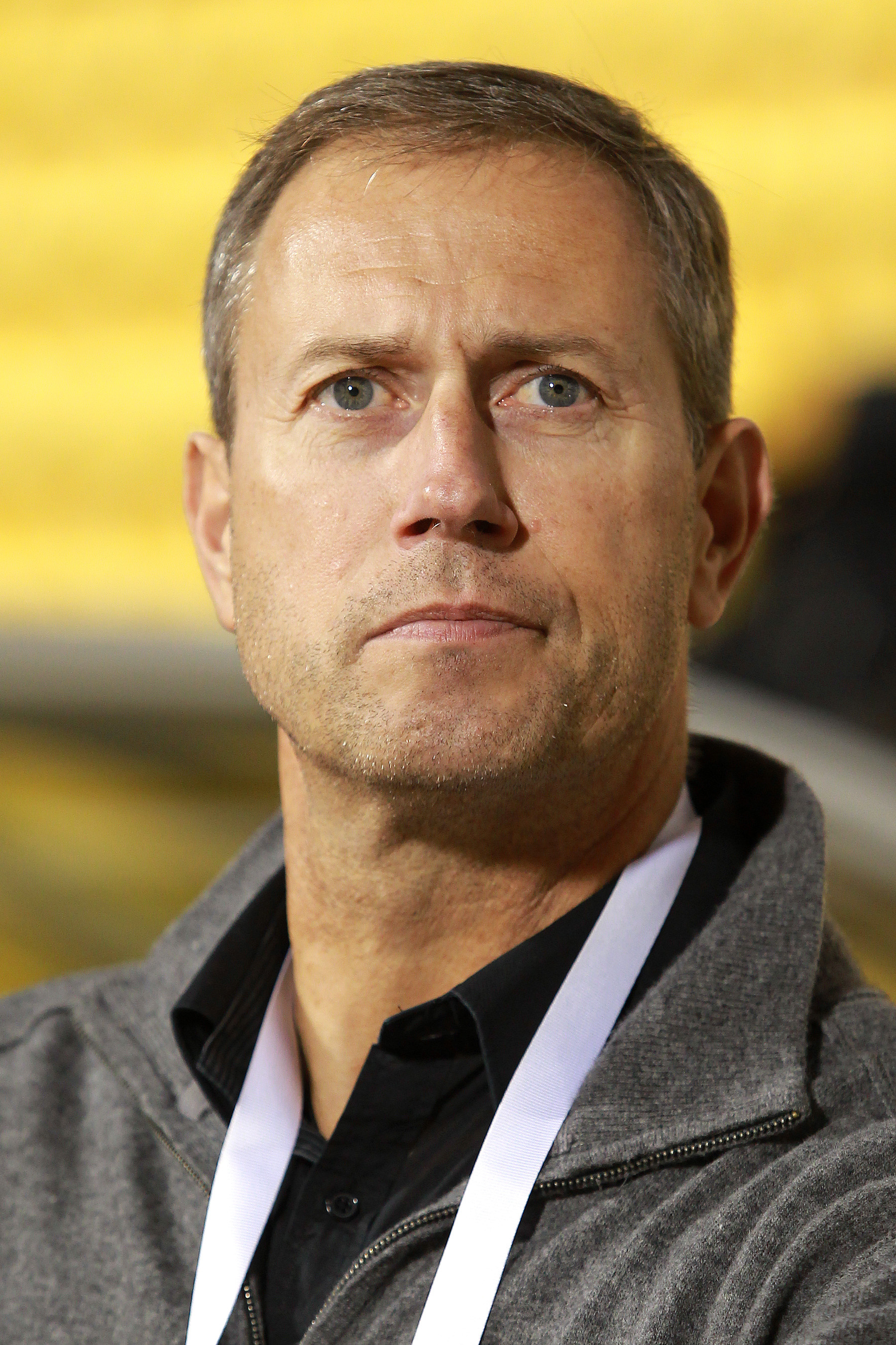
De Fransman Alain Perrin (Chinese naam: 艾倫 佩連) beleefde met name in 2014 een succesvol jaar als bondscoach van China, maar werd begin 2016 ontslagen na tegenvallende resultaten tegen aartsrivaal Hongkong.

De Spaanse trainer wist de verwachtingen niet waar te maken en bleek niet in staat de resultaten onder Gao Hongbo een goed vervolg te geven. Zijn voornaamste opdracht was kwalificatie voor het WK 2014 afdwingen, maar dat bleek onhaalbaar na nederlagen tegen Irak (tweemaal) en Jordanië in de eerste maanden van Camacho's bondscoachschap. Zoals bij zijn aanstelling in 2011 door de Chinese bond was beloofd, werd Camacho begin 2012 niet ontslagen na de mislukte kwalificatiereeks. Hij diende zich nu te concentreren op plaatsing voor het volgende Aziatisch kampioenschap. In de rest van 2012 speelde China uitsluitend vriendschappelijke interlands, waarbij het onder meer verloor van Spanje (0–1) en Zweden (0–1). Op 10 september 2012 verloor China met 0–8 van Brazilië, de zwaarste nederlaag in de geschiedenis van het nationaal elftal, als opvolger van een 0–5 verliespartij in 1992 tegen de Verenigde Staten. Bijgevolg zakte China in maart 2013 naar de 109e positie op de wereldranglijst. Niet eerder stond het land zo laag. Ook deze uitslagen vormden voor de voetbalbond geen aanleiding om de Spanjaard te ontslaan; in februari 2013 begon China onder zijn leiding aan de kwalificaties voor het Aziatisch kampioenschap van 2015. In juni 2013 werden drie vriendschappelijke interlands verloren, achtereenvolgens wedstrijden tegen Oezbekistan (1–2), Nederland (0–2) en Thailand (1–5). Ruim een week na de laatste wedstrijd werd Camacho ontslagen.
Een maand na de verloren oefenwedstrijden volgde het Oost-Aziatisch kampioenschap, waar China aan deelnam met oud-assistent-bondscoach Fu Bo (傅博) als coach ad interim. China eindigde als tweede achter kampioen Japan, nadat tweemaal werd gelijkgespeeld en eenmaal werd gewonnen (van Australië, 4–3). In de rest van het jaar, die voornamelijk in het teken stond van de kwalificatie voor het aankomende Aziatisch kampioenschap, werd geen enkele wedstrijd meer verloren. Op 28 februari 2014 werd de Fransman Alain Perrin gepresenteerd als opvolger van de Spanjaard Camacho. Enkele dagen later stond hij aan de zijlijn voor de laatste kwalificatiewedstrijd, die met 3–1 in en tegen Irak werd verloren. Ondanks de nederlaag plaatste China zich als beste nummer drie voor het hoofdtoernooi, met een doelsaldo nipt beter dan die van Libanon: –1 om –2. In de rest van 2014 speelde het Chinees voetbalelftal twaalf interlands, uitsluitend vriendschappelijk, waarvan er slechts één werd verloren. Op het Aziatisch kampioenschap 2015 werd de ongeslagen status voortgezet: China won alle drie zijn groepswedstrijden en plaatste zich voor het eerst sinds 2004 voor de volgende ronde van het toernooi. In de kwartfinale verloor het van Australië (0–2), de uiteindelijke kampioen. In juni 2015 begon de kwalificatiereeks voor het wereldkampioenschap 2018 met een 0–6 overwinning op Bhutan. Vijf maanden later volgde in de thuiswedstrijd tegen Bhutan een 12–0 zege, een van de grootste zeges in de geschiedenis van het Chinees voetbalelftal. Door een nederlaag tegen Qatar en tweemaal een gelijkspel tegen Hongkong bevond China zich eind 2015 op de derde plaats in de kwalificatiegroep, waarmee het zich niet zou plaatsen voor de volgende kwalificatieronde. Perrin werd daarop in januari 2016 ontslagen.
Het vertrek van Perrin betekende de terugkeer van Gao Hongbo, wiens winstpercentage (63%) uit zijn eerste periode door geen van zijn opvolgers was geëvenaard. Op 3 februari 2016 werd hij door de Chinese voetbalbond wederom gepresenteerd als bondscoach, anderhalve maand voor twee beslissende wedstrijden in de WK-kwalificatiegroep tegen de Maldiven en Qatar. Na een 4–0 overwinning op het Maldivisch elftal steeg China naar de tweede plaats in de groep, omdat Hongkong in dezelfde speelronde werd verslagen door Qatar; in de laatste speelronde won China met 2–0 van Qatar, wat door de resultaten in andere groepen voldoende was om door te gaan als beste nummer twee. Het Chinees elftal plaatste zich eveneens direct voor het Aziatisch kampioenschap voetbal 2019 in de Verenigde Arabische Emiraten. Kort na de winst op Qatar werd de benoeming van Gao tot bondscoach officieel bekrachtigd.

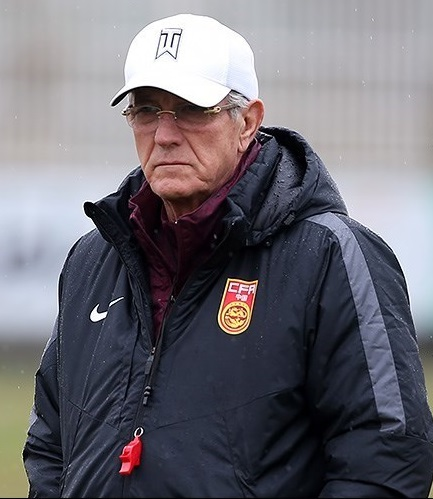
Marcello Lippi (Chinese naam: 馬爾切洛 里皮) ziet toe bij een training van het elftal in maart 2017, voorafgaand aan een WK-kwalificatiewedstrijd tegen Iran (0–1).

Gao's tweede termijn was niet langdurig. In juni 2014 werd nog een vriendschappelijke interland gewonnen van Trinidad en Tobago (4–2), maar de overige zeven interlands in 2016 werden verloren, op twee doelpuntloze gelijkspelen na. Aan het einde van 2016 waren zes kwalificatiewedstrijden gespeeld en stond China onderaan in de kwalificatiegroep, achter de waarschijnlijke top drie – Iran, Zuid-Korea en Oezbekistan – en nog twee andere landen, Syrië en Qatar. Direct na afloop van het uitduel tegen Oezbekistan op 11 oktober 2016 (2–0 verlies) diende Gao Hongbo zijn ontslag in. Ruim een week later werd de Italiaanse trainer Marcello Lippi gepresenteerd als zijn opvolger. Lippi was eerder jarenlang trainer bij de Chinese club Guangzhou Evergrande en bevond zich in besprekingen om terug te keren bij de club, maar onderbrak deze om in te gaan op het verzoek van de voetbalbond om bondscoach te worden. In januari 2017 kreeg Lippi de kans te bouwen aan het Chinees elftal tijdens de China Cup, een officieus interlandtoernooi in eigen land. Van IJsland werd weliswaar verloren, maar China won na strafschoppen van het Kroatisch voetbalelftal. Lippi stelde een elftal samen van vrijwel uitsluitend debutanten: tijdens het korte toernooi maakten dertien spelers hun debuut in het nationaal elftal. Bij de volgende drie WK-kwalificatiewedstrijden behaalde China vier punten, waarvan drie door een overwinning op Zuid-Korea. De laatste twee kwalificatiewedstrijden werden eveneens gewonnen, maar China eindigde op de vijfde plaats; Syrië eindigde op de derde plaats die toegang gaf tot de play-offs, gevolgd door Oezbekistan.

#### Toekomst van het Chinese voetbal
De Chinese voetbalbond en Chinese overheid werken actief aan de ontwikkeling van het Chinese voetbal en het opleiden van voldoende talenten, om zo binnen enkele decennia hogere ogen te kunnen gooien in het interlandvoetbal. De president van de Volksrepubliek China, Xi Jinping (習近平, Xí Jìnpíng), die in 2012 werd benoemd tot secretaris-generaal van de Communistische Partij, is een fervent voetballiefhebber. Xi heeft de ambitie het wereldkampioenschap voetbal 2030 of 2034 te organiseren, hetgeen hij FIFA-voorzitter Gianni Infantino in juni 2017 duidelijk maakte. Infantino erkende daarop dat een grotere rol van China goed zou zijn voor de hele voetbalwereld. Nog groter is de ambitie van Xi om van China een topland op voetbalgebied te maken. Het moderniseren van de jeugdopleidingen vormt een belangrijk onderdeel van het plan ter verbetering van het Chinese voetbal, zoals zichtbaar in Qingyuan, waar de grootste voetbalschool ter wereld is gevestigd (voetbalschool van Evergrande, 恒大足球學校). Duizenden studenten worden op tientallen voetbalvelden getraind door Chinese en buitenlandse trainers. Voetbalkennis is voor een groot deel afkomstig uit Europa, waar Chinese investeerders grote delen van voetbalclubs als AC Milan (Italië), RCD Espanyol (Spanje) en in Nederland enige tijd ADO Den Haag opkopen en zo kennis kunnen doorgeven aan Chinese clubs en opleidingen. Chinees geld wordt niet alleen geïnvesteerd in westerse clubs: in 2016 begon een duidelijke trend zichtbaar te worden in de Chinese voetbalcompetitie (中国足球协会超级联赛 of afgekort 中超, letterlijk vertaald "supercompetitie van de Chinese voetbalbond"), waarbij topspelers van Europese clubs werden gekocht voor tientallen miljoenen euro's. De ambities die president Xi openlijk uitsprak gaven bedrijven aanleiding volop te investeren; in de wintertransferperiode van 2016 werd door Chinese voetbalclubs 300 miljoen dollar geïnvesteerd. Begin 2017 maakte de Chinese overheid echter duidelijk dat het de grootte van de transferbedragen en salarissen te ver vond gaan en droeg het voetbalclubs op te matigen.
Voor het Chinees voetbalelftal blijft de langetermijnstrategie onder leiding van Xi de leidraad. Deze strategie werd gepresenteerd door de voetbalbond in april 2016 en bestrijkt de periode van 2016 tot 2050, verdeeld in drie fasen. Volgens de plannen zouden in 2020 zeker vijftig miljoen Chinezen de voetbalsport moeten beoefenen en China twintigduizend trainingscentra en zeventigduizend voetbalvelden moeten tellen. In 2030 zou onder meer het Chinees voetbalelftal bij de beste landen van Azië moeten horen en het vrouwenelftal zich in de mondiale top moeten bevinden. Het Chinees elftal zou dan volgens de plannen in 2050 in staat moeten zijn het wereldkampioenschap voetbal te winnen.

## Overzicht resultaten op internationale toernooien

### Wereldkampioenschap
| Wereldkampioenschap voetbal | Wereldkampioenschap voetbal | Wereldkampioenschap voetbal | Wereldkampioenschap voetbal | Wereldkampioenschap voetbal | Wereldkampioenschap voetbal | Wereldkampioenschap voetbal | Wereldkampioenschap voetbal | Wereldkampioenschap voetbal |
| Jaar                        | Ronde                       | Wed.                        | W                           | G                           | V                           | DV                          | DT                          | Kwal                        |
| --------------------------- | --------------------------- | --------------------------- | --------------------------- | --------------------------- | --------------------------- | --------------------------- | --------------------------- | --------------------------- |
| 1958                        | Niet gekwalificeerd         | Niet gekwalificeerd         | Niet gekwalificeerd         | Niet gekwalificeerd         | Niet gekwalificeerd         | Niet gekwalificeerd         | Niet gekwalificeerd         | Niet gekwalificeerd         |
| 1962–1978                   | Geen deelname               | Geen deelname               | Geen deelname               | Geen deelname               | Geen deelname               | Geen deelname               | Geen deelname               | Geen deelname               |
| 1982                        | Niet gekwalificeerd         | Niet gekwalificeerd         | Niet gekwalificeerd         | Niet gekwalificeerd         | Niet gekwalificeerd         | Niet gekwalificeerd         | Niet gekwalificeerd         | Niet gekwalificeerd         |
| 1986                        | Niet gekwalificeerd         | Niet gekwalificeerd         | Niet gekwalificeerd         | Niet gekwalificeerd         | Niet gekwalificeerd         | Niet gekwalificeerd         | Niet gekwalificeerd         | Niet gekwalificeerd         |
| 1990                        | Niet gekwalificeerd         | Niet gekwalificeerd         | Niet gekwalificeerd         | Niet gekwalificeerd         | Niet gekwalificeerd         | Niet gekwalificeerd         | Niet gekwalificeerd         | Niet gekwalificeerd         |
| 1994                        | Niet gekwalificeerd         | Niet gekwalificeerd         | Niet gekwalificeerd         | Niet gekwalificeerd         | Niet gekwalificeerd         | Niet gekwalificeerd         | Niet gekwalificeerd         | Niet gekwalificeerd         |
| 1998                        | Niet gekwalificeerd         | Niet gekwalificeerd         | Niet gekwalificeerd         | Niet gekwalificeerd         | Niet gekwalificeerd         | Niet gekwalificeerd         | Niet gekwalificeerd         | Niet gekwalificeerd         |
| 2002                        | Groepsfase                  | 3                           | 0                           | 0                           | 3                           | 0                           | 9                           | (Kwal.)                     |
| 2006                        | Niet gekwalificeerd         | Niet gekwalificeerd         | Niet gekwalificeerd         | Niet gekwalificeerd         | Niet gekwalificeerd         | Niet gekwalificeerd         | Niet gekwalificeerd         | Niet gekwalificeerd         |
| 2010                        | Niet gekwalificeerd         | Niet gekwalificeerd         | Niet gekwalificeerd         | Niet gekwalificeerd         | Niet gekwalificeerd         | Niet gekwalificeerd         | Niet gekwalificeerd         | Niet gekwalificeerd         |
| 2014                        | Niet gekwalificeerd         | Niet gekwalificeerd         | Niet gekwalificeerd         | Niet gekwalificeerd         | Niet gekwalificeerd         | Niet gekwalificeerd         | Niet gekwalificeerd         | Niet gekwalificeerd         |
| 2018                        | Niet gekwalificeerd         | Niet gekwalificeerd         | Niet gekwalificeerd         | Niet gekwalificeerd         | Niet gekwalificeerd         | Niet gekwalificeerd         | Niet gekwalificeerd         | Niet gekwalificeerd         |
| 2022                        | Niet gekwalificeerd         | Niet gekwalificeerd         | Niet gekwalificeerd         | Niet gekwalificeerd         | Niet gekwalificeerd         | Niet gekwalificeerd         | Niet gekwalificeerd         | Niet gekwalificeerd         |
| 2026                        | Niet gekwalificeerd         | Niet gekwalificeerd         | Niet gekwalificeerd         | Niet gekwalificeerd         | Niet gekwalificeerd         | Niet gekwalificeerd         | Niet gekwalificeerd         | Niet gekwalificeerd         |

### Aziatisch kampioenschap
| Aziatisch kampioenschap voetbal | Aziatisch kampioenschap voetbal | Aziatisch kampioenschap voetbal | Aziatisch kampioenschap voetbal | Aziatisch kampioenschap voetbal | Aziatisch kampioenschap voetbal | Aziatisch kampioenschap voetbal | Aziatisch kampioenschap voetbal | Aziatisch kampioenschap voetbal |
| Jaar                            | Ronde                           | Wed.                            | W                               | G                               | V                               | DV                              | DT                              | Kwal                            |
| ------------------------------- | ------------------------------- | ------------------------------- | ------------------------------- | ------------------------------- | ------------------------------- | ------------------------------- | ------------------------------- | ------------------------------- |
| 1976                            | Derde                           | 4                               | 1                               | 1                               | 2                               | 2                               | 4                               | (Kwal.)                         |
| 1980                            | Groepsfase                      | 4                               | 1                               | 1                               | 2                               | 9                               | 5                               | (Kwal.)                         |
| 1984                            | Tweede                          | 6                               | 4                               | 0                               | 2                               | 11                              | 4                               | (Kwal.)                         |
| 1988                            | Vierde                          | 6                               | 2                               | 2                               | 2                               | 7                               | 5                               | (Kwal.)                         |
| 1992                            | Derde                           | 5                               | 1                               | 3                               | 1                               | 6                               | 6                               | (Kwal.)                         |
| 1996                            | Kwartfinale                     | 4                               | 1                               | 0                               | 3                               | 6                               | 7                               | (Kwal.)                         |
| 2000                            | Vierde                          | 6                               | 2                               | 2                               | 2                               | 11                              | 7                               | (Kwal.)                         |
| 2004                            | Tweede                          | 6                               | 3                               | 2                               | 1                               | 13                              | 6                               |                                 |
| 2007                            | Groepsfase                      | 3                               | 1                               | 1                               | 1                               | 7                               | 6                               | (Kwal.)                         |
| 2011                            | Groepsfase                      | 3                               | 1                               | 1                               | 1                               | 4                               | 4                               | (Kwal.)                         |
| 2015                            | Kwartfinale                     | 4                               | 3                               | 0                               | 1                               | 5                               | 4                               | (Kwal.)                         |
| 2019                            | Kwartfinale                     | 5                               | 3                               | 0                               | 2                               | 7                               | 7                               | (Kwal.)                         |
| 2023                            | Groepsfase                      | 3                               | 0                               | 2                               | 1                               | 0                               | 1                               | (Kwal.)                         |

### Oost-Aziatisch kampioenschap
| Oost-Aziatisch kampioenschap voetbal | Oost-Aziatisch kampioenschap voetbal | Oost-Aziatisch kampioenschap voetbal | Oost-Aziatisch kampioenschap voetbal | Oost-Aziatisch kampioenschap voetbal | Oost-Aziatisch kampioenschap voetbal | Oost-Aziatisch kampioenschap voetbal | Oost-Aziatisch kampioenschap voetbal | Oost-Aziatisch kampioenschap voetbal |
| Jaar                                 | Ronde                                | Wed.                                 | W                                    | G                                    | V                                    | DV                                   | DT                                   |                                      |
| ------------------------------------ | ------------------------------------ | ------------------------------------ | ------------------------------------ | ------------------------------------ | ------------------------------------ | ------------------------------------ | ------------------------------------ | ------------------------------------ |
| 2003                                 | Derde                                | 3                                    | 1                                    | 0                                    | 2                                    | 3                                    | 4                                    |                                      |
| 2005                                 | Kampioen                             | 3                                    | 1                                    | 2                                    | 0                                    | 5                                    | 3                                    |                                      |
| 2008                                 | Derde                                | 3                                    | 1                                    | 0                                    | 2                                    | 5                                    | 5                                    |                                      |
| 2010                                 | Kampioen                             | 3                                    | 2                                    | 1                                    | 0                                    | 5                                    | 0                                    |                                      |
| 2013                                 | Tweede                               | 3                                    | 1                                    | 2                                    | 0                                    | 7                                    | 6                                    |                                      |
| 2015                                 | Tweede                               | 3                                    | 1                                    | 1                                    | 1                                    | 3                                    | 3                                    |                                      |
| 2017                                 | Derde                                | 3                                    | 0                                    | 2                                    | 1                                    | 4                                    | 5                                    |                                      |
| 2019                                 | Derde                                | 3                                    | 1                                    | 0                                    | 2                                    | 3                                    | 3                                    |                                      |
| 2022                                 | Derde                                | 3                                    | 1                                    | 1                                    | 1                                    | 1                                    | 3                                    |                                      |
| 2025                                 | Derde                                | 3                                    | 1                                    | 0                                    | 2                                    | 1                                    | 5                                    |                                      |

## Spelersselectie augustus 2017
De volgende spelers werden opgeroepen voor de WK-kwalificatiewedstrijden tegen  Oezbekistan en  Qatar op 31 augustus en 5 september 2017.

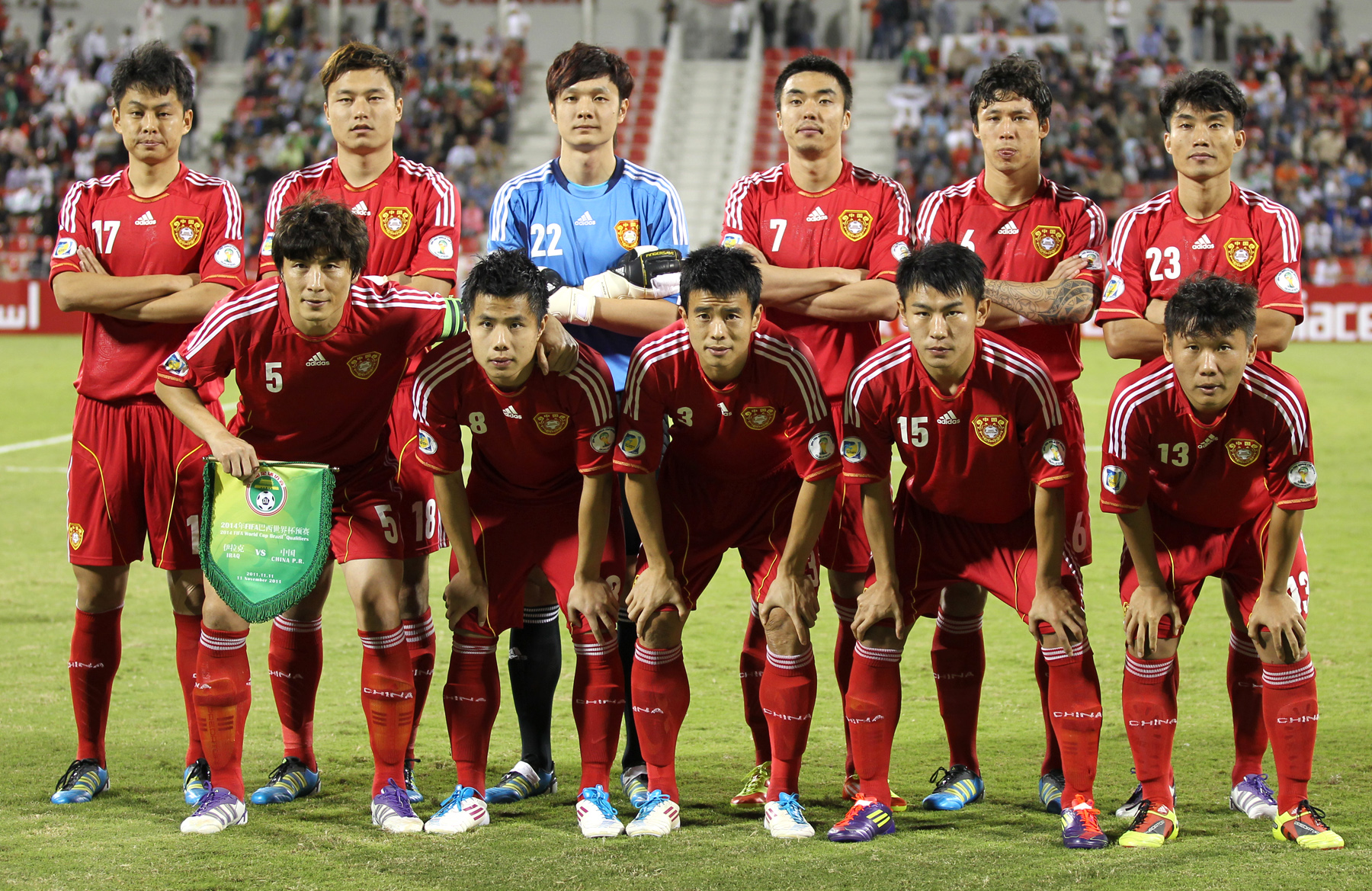
Het Chinees voetbalelftal op 11 november 2011, voorafgaand aan een WK-kwalificatiewedstrijd tegen Irak. Aanvoerder Li Weifeng draagt de vaandel. China verliest de wedstrijd na een doelpunt van Younis Mahmoud in blessuretijd.

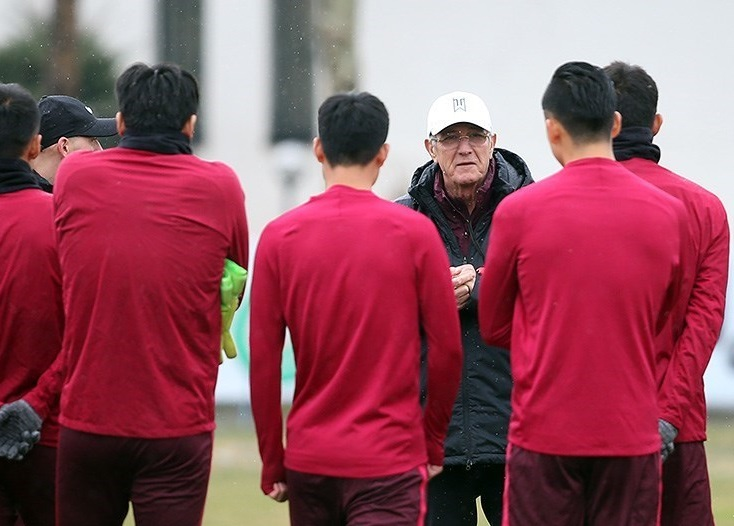
Bondscoach Lippi spreekt zijn spelers toe tijdens een trainingskamp, voorafgaand aan een kwalificatiewedstrijd voor het wereldkampioenschap voetbal 2018 (maart 2017).

Interlands en doelpunten bijgewerkt tot en met de WK-kwalificatiewedstrijd tegen  Qatar (2–1) op 5 september 2017.
| Nr.         | Naam          | Wed. | Dlpnt. | Club                 |
| ----------- | ------------- | ---- | ------ | -------------------- |
| Doel        |               |      |        |                      |
|             | Zeng Cheng    | 45   | 0      | Guangzhou Evergrande |
|             | Wang Dalei    | 24   | 0      | Shandong Luneng      |
|             | Yan Junling   | 2    | 0      | Shanghai SIPG        |
| Verdediging |               |      |        |                      |
|             | Zhang Linpeng | 66   | 5      | Guangzhou Evergrande |
|             | Feng Xiaoting | 64   | 0      | Guangzhou Evergrande |
|             | Ren Hang      | 32   | 1      | Hebei China Fortune  |
|             | Li Xuepeng    | 26   | 0      | Guangzhou Evergrande |
|             | Jiang Zhipeng | 22   | 0      | Guangzhou R&F        |
|             | Deng Hanwen   | 5    | 2      | Beijing Renhe        |
|             | Gao Zhunyi    | 2    | 0      | Hebei China Fortune  |
|             | Li Lei        | 0    | 0      | Beijing Guoan        |
|             | Fu Huan       | 0    | 0      | Shanghai SIPG        |
| Middenveld  |               |      |        |                      |
|             | Zheng Zhi     | 102  | 15     | Guangzhou Evergrande |
|             | Zhao Xuri     | 73   | 2      | Tianjin Quanjian     |
|             | Hao Junmin    | 69   | 15     | Shandong Luneng      |
|             | Yu Hanchao    | 52   | 8      | Guangzhou Evergrande |
|             | Zhang Xizhe   | 21   | 4      | Beijing Guoan        |
|             | Wang Yongpo   | 16   | 8      | Tianjin Quanjian     |
|             | Yin Hongbo    | 5    | 1      | Hebei China Fortune  |
|             | Chao He       | 0    | 0      | Changchun Yatai      |
| Aanval      |               |      |        |                      |
|             | Gao Lin       | 100  | 22     | Guangzhou Evergrande |
|             | Wu Lei        | 49   | 10     | Shanghai SIPG        |
|             | Xiao Zhi      | 4    | 2      | Guangzhou R&F        |

## FIFA-wereldranglijst
In de jaren 90 richtte wereldvoetbalbond FIFA een ranglijst op, de FIFA-wereldranglijst, met in december 1992 de eerste uitgave. De jaren 90 waren voor het Chinees voetbalelftal een goede periode, wat naar voren kwam in de ranglijst. Bij de eerste rangschikking bevond China zich op de 56ste positie, enkele plaatsen achter Saoedi-Arabië, het op dat moment hoogst ingeschaalde AFC-land. Bijna twee jaar later was China gestegen naar de 39ste positie, om vervolgens in december 1998 de nummer 37 van de wereld (en de grootste stijger van het jaar) te worden, nog steeds de hoogste positie ooit. Na deze piek zakte het geleidelijk terug op de ranglijst: tien jaar later sloot China het interlandjaar 2008 af als nummer 100 van de wereld. Op een enkele uitzondering na – in 2013 daalde het naar de laagste positie ooit, plaats 109, na een reeks slechte resultaten onder bondscoach Camacho – bleef het Chinees elftal in het vervolg weer binnen de top 100. Sinds 2015 staat China steevast rond de 80ste positie op de wereldranglijst. Het behoort daarmee tot de tien beste elftallen van de Aziatische voetbalconfederatie.
Onderstaande tabel geeft de positie van het Chinees voetbalelftal op de laatste versie van de FIFA-wereldranglijst van het jaar weer. In december 2017 stond China op de 71ste positie.
| 1993 | 1994 | 1995 | 1996 | 1997 | 1998 | 1999 | 2000 | 2001 | 2002 | 2003 | 2004 | 2005 | 2006 | 2007 | 2008 | 2009 | 2010 | 2011 | 2012 | 2013 | 2014 | 2015 | 2016 | 2017 | 2018 |
| ---- | ---- | ---- | ---- | ---- | ---- | ---- | ---- | ---- | ---- | ---- | ---- | ---- | ---- | ---- | ---- | ---- | ---- | ---- | ---- | ---- | ---- | ---- | ---- | ---- | ---- |
| 53   | 40   | 66   | 76   | 55   | 37   | 88   | 75   | 54   | 63   | 86   | 54   | 72   | 84   | 81   | 100  | 93   | 87   | 71   | 88   | 92   | 97   | 84   | 82   | 71   | 76   |

## Bondscoaches
- Bijgewerkt tot en met de WK-kwalificatiewedstrijd tegen  Qatar (2–1) op 5 september 2017.

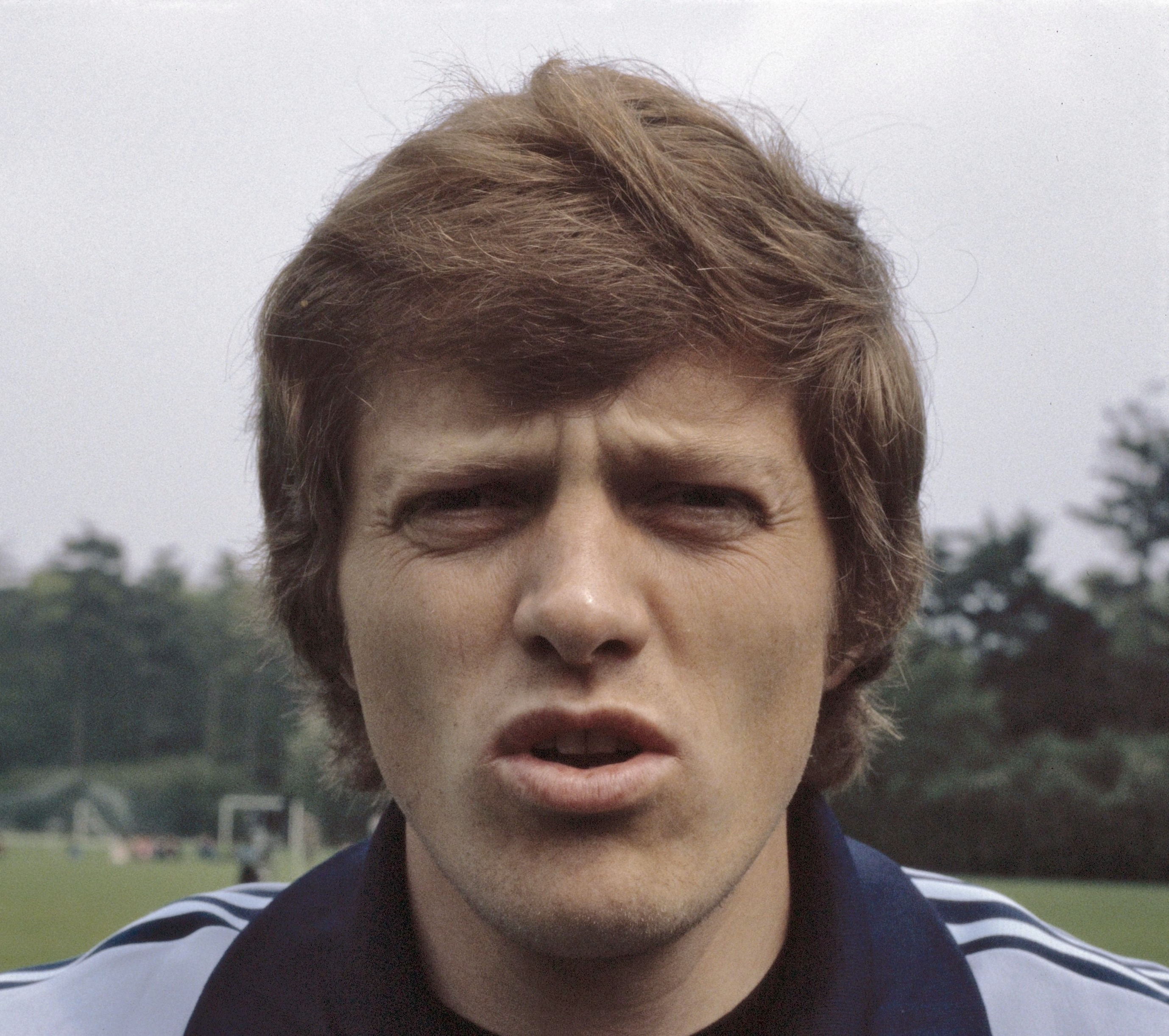
Arie Haan (2002–2004)
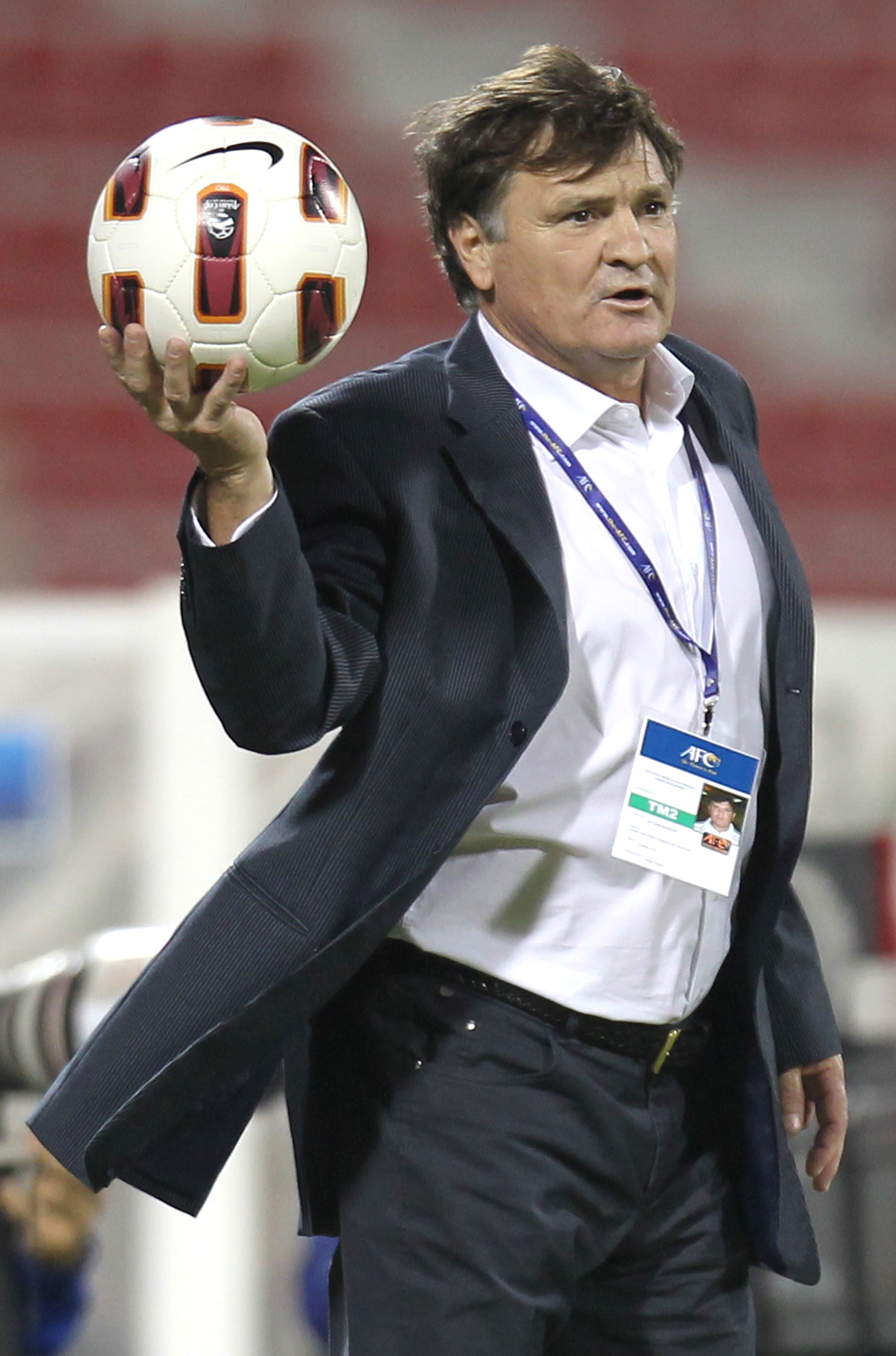
José Antonio Camacho (2011–2013)
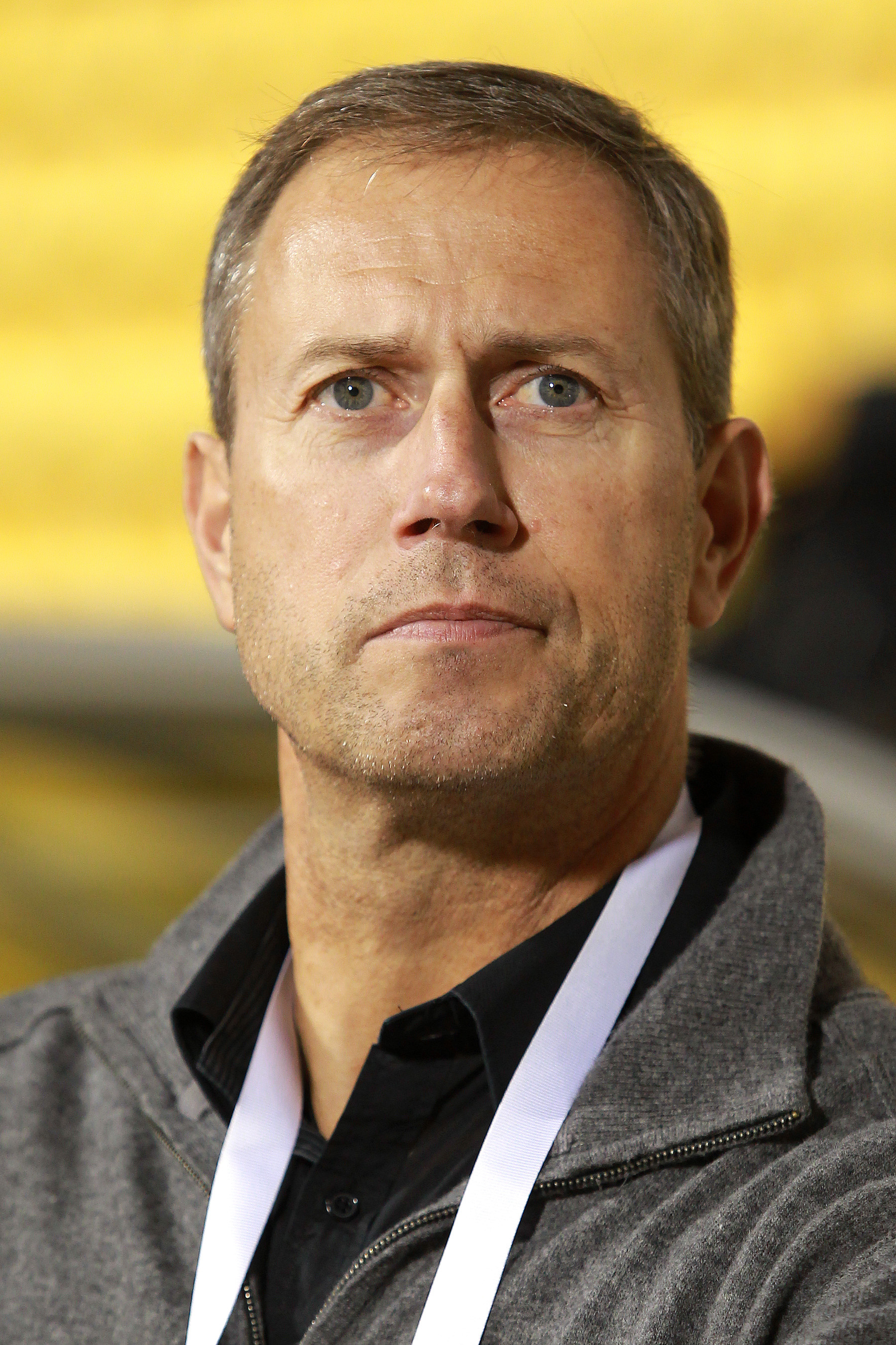
Alain Perrin (2014–2016)
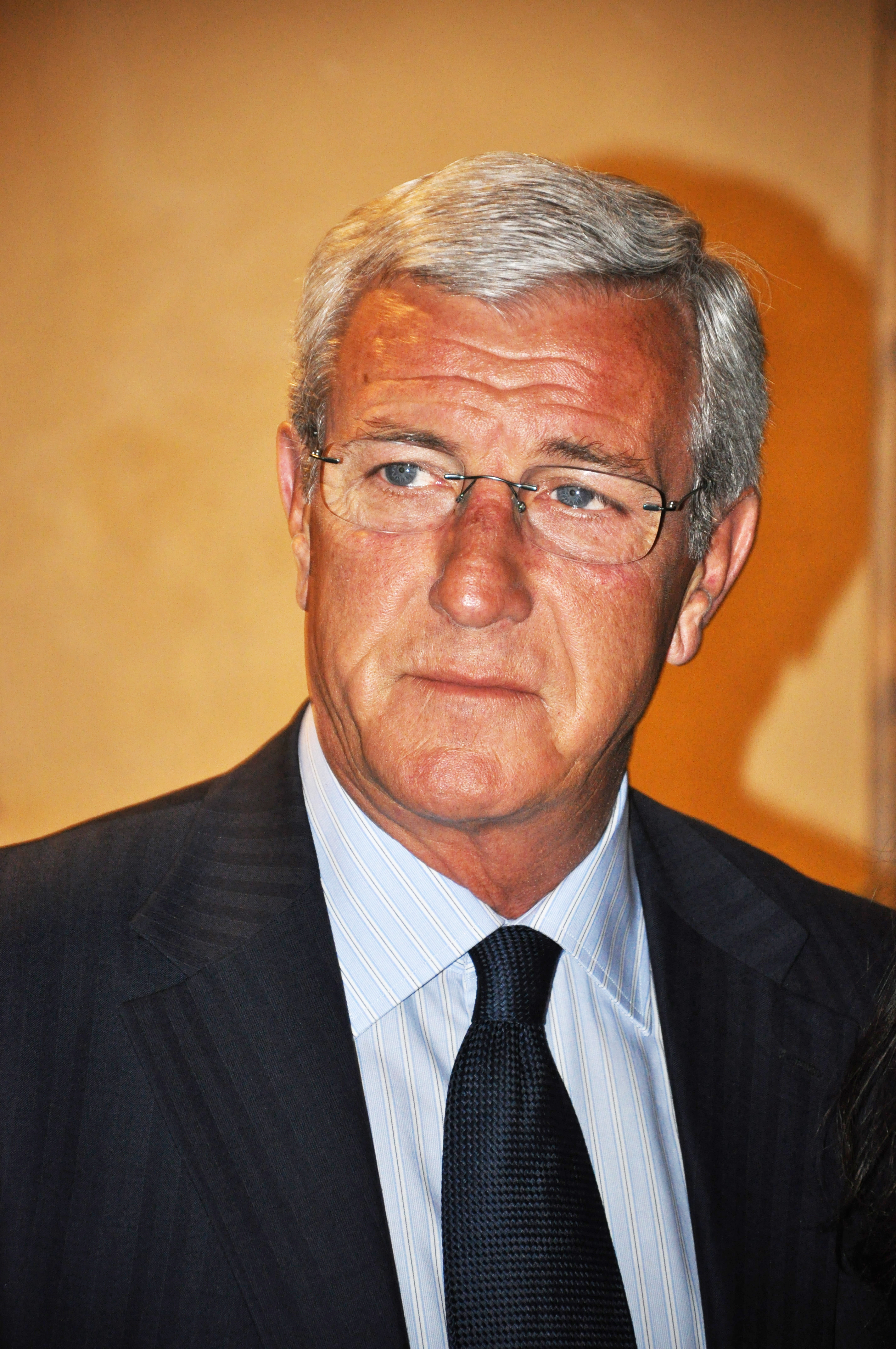
Marcello Lippi (2016–)

| №   | Naam                 | Van  | Tot  | D  | W  | G  | V  |
| --- | -------------------- | ---- | ---- | -- | -- | -- | -- |
| 1.  | Li Fenglou           | 1951 | 1952 | 1  | 0  | 0  | 1  |
| 2.  | József Ember         | 1954 | 1956 | 3  | 2  | 0  | 1  |
| 3.  | Dai Linjing          | 1957 | 1957 | 4  | 1  | 1  | 2  |
| 4.  | Chen Chengda         | 1958 | 1962 | 7  | 4  | 0  | 3  |
| 5.  | Nian Weisi           | 1963 | 1963 | 13 | 7  | 3  | 3  |
| 6.  | Fang Renqiu          | 1964 | 1964 | 0  | 0  | 0  | 0  |
| 7.  | Nian Weisi           | 1965 | 1973 | 28 | 19 | 6  | 3  |
| 8.  | Nian Weisi           | 1974 | 1976 | 27 | 14 | 5  | 8  |
| 9.  | Zhang Honggen        | 1977 | 1977 | 10 | 6  | 1  | 3  |
| 10. | Nian Weisi           | 1978 | 1978 | 14 | 8  | 1  | 5  |
| 11. | Zhang Honggen        | 1979 | 1979 | 0  | 0  | 0  | 0  |
| 12. | Nian Weisi           | 1980 | 1980 | 5  | 2  | 2  | 1  |
| 13. | Su Yongshun          | 1980 | 1982 | 20 | 9  | 5  | 6  |
| 14. | Zhang Honggen        | 1982 | 1982 | 10 | 3  | 5  | 2  |
| 15. | Zeng Xuelin          | 1983 | 1985 | 42 | 24 | 6  | 12 |
| 16. | Nian Weisi           | 1985 | 1986 | 26 | 14 | 7  | 5  |
| 17. | Gao Fengwen          | 1986 | 1990 | 56 | 27 | 13 | 16 |
| 18. | Xu Genbao            | 1991 | 1992 | 0  | 0  | 0  | 0  |
| 19. | Chen Xirong          | 1992 | 1992 | 5  | 3  | 0  | 2  |
| 20. | Klaus Schlappner     | 1992 | 1993 | 25 | 9  | 6  | 10 |
| 21. | Qi Wusheng           | 1994 | 1997 | 55 | 27 | 13 | 15 |
| 22. | Bobby Houghton       | 1997 | 1999 | 17 | 10 | 3  | 4  |
| 23. | Jin Zhiyang          | 2000 | 2000 | 5  | 5  | 0  | 0  |
| 24. | Bora Milutinović     | 2000 | 2002 | 46 | 20 | 11 | 15 |
| 25. | Shen Xiangfu         | 2002 | 2002 | 3  | 1  | 2  | 0  |
| 26. | Arie Haan            | 2002 | 2004 | 30 | 17 | 7  | 6  |
| 27. | Zhu Guanghu          | 2005 | 2007 | 27 | 9  | 6  | 12 |
| 28. | Vladimir Petrović    | 2007 | 2008 | 18 | 6  | 7  | 5  |
| 29. | Yin Tiesheng         | 2008 | 2009 | 6  | 2  | 0  | 4  |
| 30. | Gao Hongbo           | 2009 | 2011 | 38 | 24 | 10 | 4  |
| 31. | José Antonio Camacho | 2011 | 2013 | 20 | 7  | 2  | 11 |
| 32. | Fu Bo                | 2013 | 2014 | 9  | 4  | 4  | 1  |
| 33. | Alain Perrin         | 2014 | 2016 | 25 | 11 | 10 | 4  |
| 34. | Gao Hongbo           | 2016 | 2016 | 8  | 3  | 1  | 4  |
| 35. | Marcello Lippi       | 2016 | —    | 9  | 4  | 3  | 2  |

## Statistieken

Illustratie van de tegenstanders van het Chinees voetbalelftal (klik om te vergroten). Situatie als in juni 2017.
Volksrepubliek China
30–21 interlands
20–11 interlands
10–6 interlands
5–2 interlands
1 interland
geen interlands

### Tegenstanders
Het Zuid-Koreaans voetbalelftal speelde door de jaren heen de meeste interlands tegen het Chinees elftal: tot op heden speelden de landen dertig keer tegen elkaar. Hoewel bijna de helft van deze interlands op vriendschappelijke basis was, dateert de laatste oefeninterland tussen China en Zuid-Korea uit 2002, toentertijd een voorbereidingswedstrijd voor het wereldkampioenschap voetbal 2002. Sindsdien troffen de elftallen elkaar vrijwel uitsluitend op het Oost-Aziatisch kampioenschap voetbal. Ook tegen Japan (25), Iran (22) en Noord-Korea (20) speelde China vaak interlands. Het Voetbalelftal van de Verenigde Staten is het westerse elftal waartegen de Chinezen het meest speelden: achtmaal in totaal, uitsluitend vriendschappelijk. België speelde nog nooit een interland tegen China, terwijl Nederland tweemaal tegenstander was. De meest recente ontmoeting was een oefenwedstrijd in Beijing. Het Nederlands elftal won na doelpunten van Robin van Persie en Wesley Sneijder.
Het sterkst heeft het Chinees voetbalelftal een rivaliteit met het elftal van Hongkong, dat in het kader van "één land, twee systemen" officieel behoort tot de Volksrepubliek China, maar door het hebben van een apart systeem wel beschikt over een eigen vertegenwoordigend elftal. De elftallen delen hetzelfde volkslied, Mars van de vrijwilligers (義勇軍進行曲). In het najaar van 2015 werd Hongkong echter beboet voor het gedrag van supporters, die tijdens een WK-kwalificatiewedstrijd tegen Bhutan en een oefeninterland tegen Myanmar het eigen volkslied verstoorden. Ook bij een thuiswedstrijd tegen Cambodja in het najaar van 2016 werd het volkslied verstoord. Inwoners van Hongkong refereren nog altijd vaak aan de wedstrijd in 1985 en de grote verrassing die het elftal toen veroorzaakte (Hongkong was in 1985 nog een Brits overzees gebied, maar zou ruim tien jaar later een speciale administratieve regio worden, net als Macau; door de decennialange Britse overheersing wordt in Hongkong de communistische ideologie niet gepraktiseerd, een ander pijnpunt tussen Chinezen en Hongkongers). Na 1985 troffen China en Hongkong elkaar voornamelijk in WK-kwalificatietoernooien en een paar keer op het Oost-Aziatisch kampioenschap. Bij de kwalificaties voor het wereldkampioenschap voetbal 2018 werden de elftallen voor de vierde maal in dezelfde kwalificatiegroep ingedeeld. In recente jaren was het anti-Chinese sentiment weer toegenomen, met de Paraplubeweging (雨傘運動) van 2014 ruwweg als beginpunt. Gevoelens van rivaliteit laaiden rond de WK-kwalificatiewedstrijden extra op nadat de Chinese voetbalbond posters verspreidde met opschriften die door Hongkongers als racistisch werden ervaren. De verstoringen tijdens het volkslied vanuit de kant van Hongkong waren hier een reactie op.
Een interland tussen de Volksrepubliek China en Taiwan – in de sport Chinees Taipei genoemd – zou gezien de politieke spanningen garant staan voor rivaliteit, maar de nationaal elftallen speelden nog nooit tegen elkaar. De vrouwenelftallen speelden overigens al meer dan tien interlands tegen elkaar, waarbij de Volksrepubliek nog nooit verloor en nog nooit een doelpunt tegen kreeg. Wedstrijden tussen China en Zuid-Korea zijn met name vanuit Chinees perspectief van belang. Aanleiding daarvoor is Kongzhanzheng (恐韓症, "(symptoom van) Koreafobie"), een term gemunt door gefrustreerde Chinese voetbalsupporters die toekeken hoe China vijfentwintig interlands op rij verloor van het Zuid-Koreaans elftal, beginnend met de eerste onderlinge ontmoeting op de Aziatische Spelen 1978. In 2015 won China voor het eerst, gevolgd door een tweede overwinning in maart 2017 in de WK-kwalificaties. Bij recente wedstrijden tussen China en Zuid-Korea in 2016 en 2017 speelde politiek anti-Zuid-Koreaans sentiment ook een rol, met name door de beslissing van Zuid-Korea om Amerikaanse luchtafweersystemen op eigen bodem te plaatsen.
- Bijgewerkt tot en met de WK-kwalificatiewedstrijd tegen  Qatar (2–1) op 5 september 2017.

| Tegenstander                             | Wed. | W  | G  | V  | DV | DT | DS  |
| ---------------------------------------- | ---- | -- | -- | -- | -- | -- | --- |
| Afghanistan → (details)                  | 1    | 1  | 0  | 0  | 6  | 0  | +6  |
| Albanië → (details)                      | 1    | 0  | 1  | 0  | 1  | 1  | 0   |
| Algerije → (details)                     | 1    | 1  | 0  | 0  | 1  | 0  | +1  |
| Andorra → (details)                      | 1    | 0  | 1  | 0  | 0  | 0  | 0   |
| Argentinië → (details)                   | 1    | 1  | 0  | 0  | 1  | 0  | +1  |
| Australië → (details)                    | 9    | 4  | 1  | 4  | 10 | 15 | –5  |
| Bahrein → (details)                      | 6    | 3  | 3  | 0  | 14 | 8  | +6  |
| Bangladesh → (details)                   | 5    | 5  | 0  | 0  | 15 | 0  | +15 |
| Bhutan → (details)                       | 2    | 2  | 0  | 0  | 18 | 0  | +18 |
| Bosnië en Herzegovina → (details)        | 1    | 1  | 0  | 0  | 3  | 0  | +3  |
| Botswana → (details)                     | 1    | 1  | 0  | 0  | 4  | 1  | +3  |
| Brazilië → (details)                     | 3    | 0  | 1  | 2  | 0  | 12 | –12 |
| Brunei → (details)                       | 3    | 3  | 0  | 0  | 22 | 1  | +21 |
| Cambodja → (details)                     | 6    | 6  | 0  | 0  | 24 | 3  | +21 |
| Canada → (details)                       | 3    | 2  | 0  | 1  | 8  | 7  | +1  |
| Chili → (details)                        | 1    | 0  | 1  | 0  | 0  | 0  | 0   |
| Colombia → (details)                     | 1    | 1  | 0  | 0  | 2  | 1  | +1  |
| Congo-Kinshasa → (details)               | 1    | 1  | 0  | 0  | 3  | 2  | +1  |
| Costa Rica → (details)                   | 5    | 1  | 2  | 2  | 6  | 8  | –2  |
| Cuba → (details)                         | 1    | 1  | 0  | 0  | 1  | 0  | +1  |
| Duitsland → (details)                    | 2    | 0  | 1  | 1  | 1  | 2  | –1  |
| Egypte → (details)                       | 2    | 0  | 1  | 1  | 0  | 2  | –2  |
| El Salvador → (details)                  | 1    | 0  | 1  | 0  | 2  | 2  | 0   |
| Engeland → (details)                     | 2    | 0  | 0  | 2  | 0  | 5  | –5  |
| Estland → (details)                      | 2    | 2  | 0  | 0  | 4  | 0  | +4  |
| Fiji → (details)                         | 1    | 1  | 0  | 0  | 4  | 1  | +3  |
| Filipijnen → (details)                   | 8    | 8  | 0  | 0  | 42 | 5  | +37 |
| Finland → (details)                      | 4    | 0  | 0  | 4  | 6  | 7  | –1  |
| Frankrijk → (details)                    | 2    | 1  | 0  | 1  | 2  | 3  | –1  |
| Ghana → (details)                        | 1    | 0  | 1  | 0  | 1  | 1  | 0   |
| Guam → (details)                         | 1    | 1  | 0  | 0  | 19 | 0  | +19 |
| Guinee → (details)                       | 3    | 2  | 1  | 0  | 8  | 3  | +5  |
| Haïti → (details)                        | 2    | 0  | 1  | 1  | 5  | 6  | –1  |
| Honduras → (details)                     | 3    | 1  | 1  | 1  | 3  | 1  | +2  |
| Hongarije → (details)                    | 1    | 1  | 0  | 0  | 2  | 1  | +1  |
| Hongkong → (details)                     | 19   | 11 | 6  | 2  | 32 | 6  | +26 |
| Ierland → (details)                      | 2    | 0  | 0  | 2  | 0  | 2  | –2  |
| IJsland → (details)                      | 3    | 0  | 0  | 3  | 0  | 4  | –4  |
| India → (details)                        | 11   | 7  | 4  | 0  | 17 | 5  | +12 |
| Indonesië → (details)                    | 14   | 11 | 2  | 1  | 34 | 8  | +26 |
| Irak → (details)                         | 16   | 6  | 2  | 8  | 17 | 18 | –1  |
| Iran → (details)                         | 22   | 4  | 6  | 12 | 18 | 36 | –18 |
| Italië → (details)                       | 1    | 0  | 0  | 1  | 0  | 2  | –2  |
| Jamaica → (details)                      | 3    | 3  | 0  | 0  | 5  | 0  | +5  |
| Japan → (details)                        | 25   | 9  | 8  | 9  | 38 | 35 | +3  |
| Jemen → (details)                        | 4    | 2  | 1  | 1  | 5  | 1  | +4  |
| Jordanië → (details)                     | 11   | 6  | 4  | 1  | 24 | 8  | +16 |
| Kazachstan → (details)                   | 3    | 2  | 0  | 1  | 5  | 2  | +3  |
| Kenia → (details)                        | 1    | 0  | 0  | 1  | 0  | 1  | –1  |
| Kirgizië → (details)                     | 1    | 1  | 0  | 0  | 3  | 0  | +3  |
| Koeweit → (details)                      | 18   | 8  | 5  | 5  | 24 | 16 | +8  |
| Kroatië → (details)                      | 1    | 1  | 0  | 0  | 1  | 1  | 0   |
| Laos → (details)                         | 2    | 2  | 0  | 0  | 13 | 3  | +10 |
| Letland → (details)                      | 1    | 1  | 0  | 0  | 1  | 0  | +1  |
| Libanon → (details)                      | 5    | 4  | 1  | 0  | 13 | 1  | +12 |
| Macau → (details)                        | 5    | 5  | 0  | 0  | 22 | 2  | +20 |
| Macedonië → (details)                    | 5    | 3  | 2  | 0  | 4  | 0  | +4  |
| Malediven → (details)                    | 4    | 4  | 0  | 0  | 18 | 1  | +17 |
| Maleisië → (details)                     | 13   | 10 | 2  | 1  | 34 | 6  | +28 |
| Mali → (details)                         | 2    | 1  | 0  | 1  | 5  | 3  | +2  |
| Marokko → (details)                      | 2    | 1  | 1  | 0  | 6  | 5  | +1  |
| Mexico → (details)                       | 3    | 0  | 0  | 3  | 2  | 7  | –5  |
| Myanmar → (details)                      | 8    | 6  | 0  | 2  | 27 | 4  | +23 |
| Nederland → (details)                    | 2    | 0  | 0  | 2  | 0  | 4  | –4  |
| Nepal → (details)                        | 1    | 1  | 0  | 0  | 6  | 2  | +4  |
| Nieuw-Zeeland → (details)                | 14   | 3  | 5  | 6  | 13 | 15 | –2  |
| Noord-Korea → (details)                  | 20   | 11 | 4  | 5  | 28 | 16 | +12 |
| Noorwegen → (details)                    | 1    | 1  | 0  | 0  | 2  | 1  | +1  |
| Oezbekistan → (details)                  | 12   | 5  | 1  | 6  | 14 | 18 | –4  |
| Oman → (details)                         | 5    | 3  | 0  | 2  | 10 | 5  | +5  |
| Pakistan → (details)                     | 8    | 5  | 2  | 1  | 23 | 8  | +15 |
| Palestina → (details)                    | 4    | 3  | 1  | 0  | 7  | 1  | +6  |
| Papoea-Nieuw-Guinea → (details)          | 2    | 1  | 1  | 0  | 5  | 2  | +3  |
| Paraguay → (details)                     | 3    | 1  | 1  | 1  | 3  | 4  | –1  |
| Peru → (details)                         | 2    | 1  | 0  | 1  | 4  | 3  | +1  |
| Polen → (details)                        | 2    | 0  | 0  | 2  | 0  | 2  | –2  |
| Portugal → (details)                     | 1    | 1  | 0  | 0  | 0  | 2  | –2  |
| Qatar → (details)                        | 18   | 8  | 5  | 5  | 23 | 15 | +8  |
| Roemenië → (details)                     | 2    | 0  | 0  | 2  | 2  | 5  | –3  |
| Saoedi-Arabië → (details)                | 18   | 7  | 4  | 7  | 21 | 22 | –1  |
| Senegal → (details)                      | 2    | 1  | 1  | 0  | 5  | 2  | +3  |
| Servië en Montenegro → (details)         | 3    | 0  | 0  | 3  | 0  | 5  | –5  |
| Sierra Leone → (details)                 | 1    | 1  | 0  | 0  | 4  | 1  | +3  |
| Singapore → (details)                    | 12   | 10 | 2  | 0  | 30 | 6  | +24 |
| Slovenië → (details)                     | 1    | 0  | 1  | 0  | 0  | 0  | 0   |
| Soedan → (details)                       | 1    | 1  | 0  | 0  | 4  | 1  | +3  |
| Somalië → (details)                      | 2    | 2  | 0  | 0  | 10 | 5  | +5  |
| Sovjet-Unie → (details)                  | 1    | 0  | 0  | 1  | 0  | 1  | –1  |
| Spanje → (details)                       | 2    | 0  | 0  | 2  | 0  | 4  | –4  |
| Sri Lanka → (details)                    | 2    | 2  | 0  | 0  | 4  | 2  | +2  |
| Syrië → (details)                        | 11   | 6  | 2  | 3  | 23 | 10 | +13 |
| Tadzjikistan → (details)                 | 4    | 3  | 1  | 0  | 8  | 1  | +7  |
| Tanzania → (details)                     | 3    | 2  | 1  | 0  | 15 | 8  | +7  |
| Thailand → (details)                     | 19   | 13 | 3  | 3  | 50 | 17 | +33 |
| Trinidad en Tobago → (details)           | 2    | 2  | 0  | 0  | 7  | 2  | +5  |
| Tunesië → (details)                      | 1    | 0  | 1  | 0  | 1  | 1  | 0   |
| Turkije → (details)                      | 2    | 0  | 0  | 2  | 0  | 7  | –7  |
| Turkmenistan → (details)                 | 4    | 3  | 1  | 0  | 10 | 3  | +7  |
| Turkmenistan → (details)                 | 6    | 1  | 2  | 3  | 2  | 9  | –7  |
| Venezuela → (details)                    | 1    | 1  | 0  | 0  | 1  | 0  | +1  |
| Verenigde Arabische Emiraten → (details) | 11   | 4  | 5  | 2  | 16 | 8  | +8  |
| Verenigde Staten → (details)             | 8    | 1  | 2  | 5  | 7  | 17 | –10 |
| Vietnam → (details)                      | 6    | 6  | 0  | 0  | 20 | 3  | +17 |
| Zambia → (details)                       | 1    | 0  | 1  | 0  | 3  | 3  | 0   |
| Zimbabwe → (details)                     | 1    | 1  | 0  | 0  | 3  | 1  | +2  |
| Zuid-Korea → (details)                   | 30   | 2  | 10 | 18 | 21 | 41 | –20 |
| Zweden → (details)                       | 3    | 0  | 1  | 2  | 2  | 6  | –4  |
| Zwitserland → (details)                  | 1    | 0  | 0  | 1  | 1  | 4  | –3  |

### Van jaar tot jaar
Op basis van het tweepuntensysteem kan een vergelijking worden gemaakt van de prestaties van China in de verschillende interlandjaren. 1925 wordt hierbij als startpunt genomen, daar eerdere wedstrijden niet als officieel bestempeld kunnen worden. In totaal speelde het Chinees elftal in 57 interlandjaren meer dan vijfhonderd erkende interlandwedstrijden. Vanaf de jaren 80 speelt China consequent interlands en kwam het nog maar driemaal voor dat in een jaar geen interlands werden gespeeld. In 1997 werden de meeste interlands gespeeld, zevenentwintig in totaal, waarvan zestien werden gewonnen en zeven eindigden in een gelijkspel. Een groot aantal daarvan werd gespeeld in het WK-kwalificatietoernooi voor het wereldkampioenschap voetbal 1998. 2004, het jaar van het Aziatisch kampioenschap in eigen land, is het meest succesvolle interlandjaar: van de tweeëntwintig gespeelde wedstrijden werden zestien gewonnen, tegenover twee nederlagen. Vooralsnog is 2004 tevens het laatste jaar waarin meer dan twintig interlands werden gespeeld.
- Bijgewerkt tot en met de WK-kwalificatiewedstrijd tegen  Qatar (2–1) op 5 september 2017.

| Jaar                     | Interlands                                                                                      | Interlands                                                                                      | Interlands                                                                                      | Interlands                                                                                      | Doelpunten                                                                                      | Doelpunten                                                                                      | Doelpunten                                                                                      | Punten                                                                                          |
| Jaar                     | duels                                                                                           | winst                                                                                           | gelijk                                                                                          | verlies                                                                                         | voor                                                                                            | tegen                                                                                           | saldo                                                                                           | Punten                                                                                          |
| ------------------------ | ----------------------------------------------------------------------------------------------- | ----------------------------------------------------------------------------------------------- | ----------------------------------------------------------------------------------------------- | ----------------------------------------------------------------------------------------------- | ----------------------------------------------------------------------------------------------- | ----------------------------------------------------------------------------------------------- | ----------------------------------------------------------------------------------------------- | ----------------------------------------------------------------------------------------------- |
| als Republiek China      |                                                                                                 |                                                                                                 |                                                                                                 |                                                                                                 |                                                                                                 |                                                                                                 |                                                                                                 |                                                                                                 |
| 1925                     | 2                                                                                               | 2                                                                                               | 0                                                                                               | 0                                                                                               | 7                                                                                               | 1                                                                                               | +6                                                                                              | 2.000                                                                                           |
|                          |                                                                                                 |                                                                                                 |                                                                                                 |                                                                                                 |                                                                                                 |                                                                                                 |                                                                                                 |                                                                                                 |
| 1927                     | 2                                                                                               | 2                                                                                               | 0                                                                                               | 0                                                                                               | 8                                                                                               | 2                                                                                               | +6                                                                                              | 2.000                                                                                           |
|                          |                                                                                                 |                                                                                                 |                                                                                                 |                                                                                                 |                                                                                                 |                                                                                                 |                                                                                                 |                                                                                                 |
| 1930                     | 2                                                                                               | 1                                                                                               | 1                                                                                               | 0                                                                                               | 8                                                                                               | 3                                                                                               | +5                                                                                              | 1.500                                                                                           |
|                          |                                                                                                 |                                                                                                 |                                                                                                 |                                                                                                 |                                                                                                 |                                                                                                 |                                                                                                 |                                                                                                 |
| 1934                     | 2                                                                                               | 2                                                                                               | 0                                                                                               | 0                                                                                               | 6                                                                                               | 3                                                                                               | +2                                                                                              | 2.000                                                                                           |
|                          |                                                                                                 |                                                                                                 |                                                                                                 |                                                                                                 |                                                                                                 |                                                                                                 |                                                                                                 |                                                                                                 |
| 1948                     | 1                                                                                               | 0                                                                                               | 0                                                                                               | 1                                                                                               | 0                                                                                               | 4                                                                                               | –4                                                                                              | 0.000                                                                                           |
| als Volksrepubliek China |                                                                                                 |                                                                                                 |                                                                                                 |                                                                                                 |                                                                                                 |                                                                                                 |                                                                                                 |                                                                                                 |
| 1952                     | 1                                                                                               | 0                                                                                               | 0                                                                                               | 1                                                                                               | 0                                                                                               | 4                                                                                               | –4                                                                                              | 0.000                                                                                           |
|                          |                                                                                                 |                                                                                                 |                                                                                                 |                                                                                                 |                                                                                                 |                                                                                                 |                                                                                                 |                                                                                                 |
| 1956                     | 5                                                                                               | 3                                                                                               | 0                                                                                               | 2                                                                                               | 9                                                                                               | 10                                                                                              | –1                                                                                              | 2.000                                                                                           |
| 1957                     | 5                                                                                               | 2                                                                                               | 1                                                                                               | 2                                                                                               | 9                                                                                               | 8                                                                                               | +1                                                                                              | 1.000                                                                                           |
|                          |                                                                                                 |                                                                                                 |                                                                                                 |                                                                                                 |                                                                                                 |                                                                                                 |                                                                                                 |                                                                                                 |
| 1959                     | 3                                                                                               | 1                                                                                               | 0                                                                                               | 2                                                                                               | 2                                                                                               | 2                                                                                               | 0                                                                                               | 0.667                                                                                           |
| 1960                     | 3                                                                                               | 3                                                                                               | 0                                                                                               | 0                                                                                               | 11                                                                                              | 4                                                                                               | +7                                                                                              | 2.000                                                                                           |
|                          |                                                                                                 |                                                                                                 |                                                                                                 |                                                                                                 |                                                                                                 |                                                                                                 |                                                                                                 |                                                                                                 |
| 1963                     | 13                                                                                              | 7                                                                                               | 3                                                                                               | 3                                                                                               | 26                                                                                              | 11                                                                                              | +24                                                                                             | 1.308                                                                                           |
|                          |                                                                                                 |                                                                                                 |                                                                                                 |                                                                                                 |                                                                                                 |                                                                                                 |                                                                                                 |                                                                                                 |
| 1965                     | 10                                                                                              | 6                                                                                               | 1                                                                                               | 3                                                                                               | 20                                                                                              | 12                                                                                              | +8                                                                                              | 1.300                                                                                           |
| 1966                     | 7                                                                                               | 6                                                                                               | 0                                                                                               | 1                                                                                               | 33                                                                                              | 6                                                                                               | +27                                                                                             | 1.714                                                                                           |
| 1967–1970                | geen of minder interlands gespeeld vanwege de uitvoering van de Culturele Revolutie (1966–1976) | geen of minder interlands gespeeld vanwege de uitvoering van de Culturele Revolutie (1966–1976) | geen of minder interlands gespeeld vanwege de uitvoering van de Culturele Revolutie (1966–1976) | geen of minder interlands gespeeld vanwege de uitvoering van de Culturele Revolutie (1966–1976) | geen of minder interlands gespeeld vanwege de uitvoering van de Culturele Revolutie (1966–1976) | geen of minder interlands gespeeld vanwege de uitvoering van de Culturele Revolutie (1966–1976) | geen of minder interlands gespeeld vanwege de uitvoering van de Culturele Revolutie (1966–1976) | geen of minder interlands gespeeld vanwege de uitvoering van de Culturele Revolutie (1966–1976) |
| 1971                     | 3                                                                                               | 1                                                                                               | 1                                                                                               | 1                                                                                               | 5                                                                                               | 5                                                                                               | +0                                                                                              | 1.000                                                                                           |
| 1972                     | 7                                                                                               | 4                                                                                               | 3                                                                                               | 0                                                                                               | 17                                                                                              | 9                                                                                               | +12                                                                                             | 1.571                                                                                           |
| 1973                     | 4                                                                                               | 3                                                                                               | 1                                                                                               | 0                                                                                               | 20                                                                                              | 11                                                                                              | +9                                                                                              | 1.750                                                                                           |
| 1974                     | 8                                                                                               | 5                                                                                               | 1                                                                                               | 2                                                                                               | 27                                                                                              | 15                                                                                              | +12                                                                                             | 1.375                                                                                           |
| 1975                     | 13                                                                                              | 6                                                                                               | 3                                                                                               | 4                                                                                               | 30                                                                                              | 19                                                                                              | +11                                                                                             | 1.534                                                                                           |
| 1976                     | 5                                                                                               | 2                                                                                               | 1                                                                                               | 2                                                                                               | 4                                                                                               | 5                                                                                               | –1                                                                                              | 1.000                                                                                           |
| 1977                     | 10                                                                                              | 6                                                                                               | 1                                                                                               | 3                                                                                               | 20                                                                                              | 12                                                                                              | +8                                                                                              | 1.300                                                                                           |
| 1978                     | 12                                                                                              | 8                                                                                               | 0                                                                                               | 4                                                                                               | 23                                                                                              | 9                                                                                               | +14                                                                                             | 1.333                                                                                           |
|                          |                                                                                                 |                                                                                                 |                                                                                                 |                                                                                                 |                                                                                                 |                                                                                                 |                                                                                                 |                                                                                                 |
| 1980                     | 11                                                                                              | 6                                                                                               | 2                                                                                               | 3                                                                                               | 23                                                                                              | 9                                                                                               | +14                                                                                             | 1.273                                                                                           |
| 1981                     | 8                                                                                               | 4                                                                                               | 2                                                                                               | 2                                                                                               | 13                                                                                              | 6                                                                                               | +7                                                                                              | 1.250                                                                                           |
| 1982                     | 13                                                                                              | 3                                                                                               | 6                                                                                               | 4                                                                                               | 13                                                                                              | 14                                                                                              | –1                                                                                              | 0.923                                                                                           |
| 1983                     | 4                                                                                               | 3                                                                                               | 0                                                                                               | 1                                                                                               | 6                                                                                               | 3                                                                                               | +3                                                                                              | 1.500                                                                                           |
| 1984                     | 23                                                                                              | 14                                                                                              | 0                                                                                               | 9                                                                                               | 43                                                                                              | 17                                                                                              | +26                                                                                             | 1.217                                                                                           |
| 1985                     | 9                                                                                               | 5                                                                                               | 2                                                                                               | 2                                                                                               | 28                                                                                              | 7                                                                                               | +21                                                                                             | 1.333                                                                                           |
| 1986                     | 15                                                                                              | 8                                                                                               | 4                                                                                               | 3                                                                                               | 26                                                                                              | 15                                                                                              | +11                                                                                             | 1.333                                                                                           |
| 1987                     | 1                                                                                               | 0                                                                                               | 0                                                                                               | 1                                                                                               | 2                                                                                               | 3                                                                                               | –1                                                                                              | 0.000                                                                                           |
| 1988                     | 16                                                                                              | 6                                                                                               | 6                                                                                               | 4                                                                                               | 20                                                                                              | 10                                                                                              | +10                                                                                             | 1.125                                                                                           |
| 1989                     | 15                                                                                              | 7                                                                                               | 2                                                                                               | 6                                                                                               | 21                                                                                              | 15                                                                                              | +16                                                                                             | 1.067                                                                                           |
| 1990                     | 12                                                                                              | 4                                                                                               | 2                                                                                               | 6                                                                                               | 15                                                                                              | 13                                                                                              | +2                                                                                              | 0.833                                                                                           |
|                          |                                                                                                 |                                                                                                 |                                                                                                 |                                                                                                 |                                                                                                 |                                                                                                 |                                                                                                 |                                                                                                 |
| 1992                     | 15                                                                                              | 5                                                                                               | 5                                                                                               | 5                                                                                               | 18                                                                                              | 22                                                                                              | –4                                                                                              | 1.000                                                                                           |
| 1993                     | 14                                                                                              | 7                                                                                               | 1                                                                                               | 6                                                                                               | 25                                                                                              | 11                                                                                              | +24                                                                                             | 1.071                                                                                           |
| 1994                     | 9                                                                                               | 5                                                                                               | 2                                                                                               | 2                                                                                               | 17                                                                                              | 10                                                                                              | +7                                                                                              | 1.556                                                                                           |
| 1995                     | 5                                                                                               | 1                                                                                               | 3                                                                                               | 1                                                                                               | 4                                                                                               | 4                                                                                               | 0                                                                                               | 1.000                                                                                           |
| 1996                     | 14                                                                                              | 5                                                                                               | 1                                                                                               | 8                                                                                               | 28                                                                                              | 22                                                                                              | +6                                                                                              | 0.786                                                                                           |
| 1997                     | 27                                                                                              | 16                                                                                              | 7                                                                                               | 4                                                                                               | 47                                                                                              | 24                                                                                              | +23                                                                                             | 1.444                                                                                           |
| 1998                     | 15                                                                                              | 10                                                                                              | 2                                                                                               | 3                                                                                               | 35                                                                                              | 11                                                                                              | +24                                                                                             | 1.467                                                                                           |
|                          |                                                                                                 |                                                                                                 |                                                                                                 |                                                                                                 |                                                                                                 |                                                                                                 |                                                                                                 |                                                                                                 |
| 2000                     | 20                                                                                              | 10                                                                                              | 4                                                                                               | 6                                                                                               | 51                                                                                              | 16                                                                                              | +35                                                                                             | 1.200                                                                                           |
| 2001                     | 23                                                                                              | 15                                                                                              | 3                                                                                               | 5                                                                                               | 53                                                                                              | 20                                                                                              | +33                                                                                             | 1.435                                                                                           |
| 2002                     | 11                                                                                              | 2                                                                                               | 3                                                                                               | 6                                                                                               | 8                                                                                               | 17                                                                                              | –9                                                                                              | 0.636                                                                                           |
| 2003                     | 8                                                                                               | 2                                                                                               | 2                                                                                               | 4                                                                                               | 7                                                                                               | 10                                                                                              | –3                                                                                              | 0.750                                                                                           |
| 2004                     | 22                                                                                              | 16                                                                                              | 4                                                                                               | 2                                                                                               | 45                                                                                              | 12                                                                                              | +33                                                                                             | 1.636                                                                                           |
| 2005                     | 10                                                                                              | 2                                                                                               | 4                                                                                               | 4                                                                                               | 9                                                                                               | 12                                                                                              | –3                                                                                              | 0.800                                                                                           |
| 2006                     | 8                                                                                               | 3                                                                                               | 2                                                                                               | 3                                                                                               | 8                                                                                               | 7                                                                                               | +1                                                                                              | 1.000                                                                                           |
| 2007                     | 10                                                                                              | 5                                                                                               | 1                                                                                               | 4                                                                                               | 24                                                                                              | 15                                                                                              | +9                                                                                              | 1.100                                                                                           |
| 2008                     | 19                                                                                              | 5                                                                                               | 7                                                                                               | 7                                                                                               | 19                                                                                              | 21                                                                                              | –2                                                                                              | 0.895                                                                                           |
| 2009                     | 15                                                                                              | 6                                                                                               | 5                                                                                               | 4                                                                                               | 28                                                                                              | 21                                                                                              | +7                                                                                              | 1.133                                                                                           |
| 2010                     | 17                                                                                              | 9                                                                                               | 5                                                                                               | 3                                                                                               | 21                                                                                              | 12                                                                                              | +9                                                                                              | 1.353                                                                                           |
| 2011                     | 18                                                                                              | 11                                                                                              | 3                                                                                               | 4                                                                                               | 38                                                                                              | 18                                                                                              | +20                                                                                             | 1.389                                                                                           |
| 2012                     | 8                                                                                               | 3                                                                                               | 2                                                                                               | 3                                                                                               | 10                                                                                              | 13                                                                                              | –3                                                                                              | 1.000                                                                                           |
| 2013                     | 14                                                                                              | 5                                                                                               | 4                                                                                               | 5                                                                                               | 21                                                                                              | 20                                                                                              | +1                                                                                              | 1.000                                                                                           |
| 2014                     | 13                                                                                              | 6                                                                                               | 5                                                                                               | 2                                                                                               | 20                                                                                              | 10                                                                                              | +10                                                                                             | 1.308                                                                                           |
| 2015                     | 16                                                                                              | 7                                                                                               | 6                                                                                               | 3                                                                                               | 36                                                                                              | 12                                                                                              | +24                                                                                             | 1.250                                                                                           |
| 2016                     | 9                                                                                               | 3                                                                                               | 2                                                                                               | 4                                                                                               | 12                                                                                              | 9                                                                                               | +3                                                                                              | 0.889                                                                                           |
| 2017                     | 7                                                                                               | 5                                                                                               | 0                                                                                               | 2                                                                                               | 13                                                                                              | 6                                                                                               | +7                                                                                              | 1.429                                                                                           |

## Spelers

### Spelersrecords

#### Meeste interlands
|    | Naam                 | Carrière  | Interlands | Doelpunten |
| -- | -------------------- | --------- | ---------- | ---------- |
| 1  | Li Weifeng (李瑋峰)  | 1998–2011 | 112        | 14         |
| 2  | Hao Haidong (郝海東) | 1992–2004 | 106        | 41         |
| 2  | Fan Zhiyi (范志毅)   | 1992–2002 | 106        | 17         |
| 4  | Zheng Zhi (郑智)     | 2002–     | 102        | 15         |
| 5  | Gao Lin (郜林)       | 2005–     | 100        | 22         |
| 6  | Li Tie (李鐵)        | 1997–2010 | 92         | 6          |
| 7  | Ma Mingyu (馬明宇)   | 1996–2002 | 86         | 12         |
| 7  | Li Ming (李明)       | 1992–2004 | 86         | 8          |
| 7  | Zhu Bo (朱波)        | 1983–1993 | 86         | 1          |
| 10 | Sun Jihai (孫繼海)   | 1996–2008 | 80         | 1          |

Laatst bijgewerkt: 8 september 2017

#### Meeste doelpunten
|    | Naam                  | Carrière  | Doelpunten | Interlands | Gemiddelde |
| -- | --------------------- | --------- | ---------- | ---------- | ---------- |
| 1  | Hao Haidong (郝海東)  | 1992–2004 | 41         | 106        | 0,39       |
| 2  | Su Maozhen (宿茂臻)   | 1994–2002 | 27         | 53         | 0,51       |
| 3  | Yang Xu (楊旭)        | 2009–     | 26         | 52         | 0,50       |
| 4  | Li Jinyu (李金羽)     | 1997–2008 | 24         | 70         | 0,34       |
| 5  | Gao Lin (郜林)        | 2005–     | 22         | 100        | 0,22       |
| 6  | Ma Lin (馬林)         | 1985–1990 | 21         | 45         | 0,47       |
| 7  | Liu Haiguang (柳海光) | 1983–1990 | 20         | 57         | 0,35       |
| 8  | Zhao Dayu (趙達裕)    | 1982–1986 | 19         | 29         | 0,66       |
| 8  | Li Bing (黎兵)        | 1992–2001 | 19         | 67         | 0,28       |
| 10 | Qu Bo (曲波)          | 2001–2013 | 18         | 78         | 0,23       |

Laatst bijgewerkt: 8 september 2017

### Selecties tijdens het wereldkampioenschap
| Doel        |                                    |     |    |                         |
| 1           | An Qi (安琦)                       | 5   | 0  | Dalian Shide            |
| 22          | Jiang Jin (江津) (vice-aanvoerder) | 55  | 0  | Tianjin Teda            |
| 23          | Ou Chuliang (區楚良)               | 74  | 0  | Yunnan Hongta           |
| Verdediging |                                    |     |    |                         |
| 2           | Zhang Enhua (張恩華)               | 65  | 5  | Dalian Shide            |
| 3           | Yang Pu (杨璞)                     | 16  | 0  | Beijing Guoan           |
| 4           | Wu Chengying (吴承瑛)              | 56  | 2  | Shanghai Shenhua        |
| 5           | Fan Zhiyi (范志毅)                 | 106 | 17 | Dundee                  |
| 7           | Sun Jihai (孙继海)                 | 60  | 0  | Manchester City         |
| 14          | Li Weifeng (李玮峰)                | 58  | 8  | Shenzhen                |
| 17          | Du Wei (杜威)                      | 9   | 0  | Shanghai Shenhua        |
| 21          | Xu Yunlong (徐云龙)                | 23  | 2  | Beijing Guoan           |
| Middenveld  |                                    |     |    |                         |
| 6           | Shao Jiayi (邵佳一)                | 20  | 0  | Beijing Guoan           |
| 8           | Li Tie (李铁)                      | 79  | 4  | Liaoning Hongyun        |
| 9           | Ma Mingyu (馬明宇) (aanvoerder)    | 93  | 12 | Sichuan Guancheng       |
| 11          | Yu Genwei (于根伟)                 | 19  | 1  | Tianjin Teda            |
| 13          | Gao Yao (高尧)                     | 4   | 0  | Shandong Luneng Taishan |
| 15          | Zhao Junzhe (肇俊哲)               | 15  | 2  | Liaoning Hongyun        |
| 18          | Li Xiaopeng (李霄鵬)               | 29  | 1  | Shandong Luneng Taishan |
| 19          | Qi Hong (祁宏)                     | 37  | 10 | Beijing Renhe           |
| Aanval      |                                    |     |    |                         |
| 10          | Hao Haidong (郝海東)               | 89  | 35 | Dalian Shide            |
| 12          | Su Maozhen (宿茂臻)                | 44  | 24 | Shandong Luneng Taishan |
| 16          | Qu Bo (曲波)                       | 19  | 3  | Qingdao Jonoon          |
| 20          | Yang Chen (杨晨)                   | 28  | 10 | Eintracht Frankfurt     |

### Selecties tijdens het Aziatisch kampioenschap
| Doel        |                                 |    |    |                         |
| 1           | Ou Chuliang (區楚良)            | 18 | 0  | Yunnan Hongta           |
| 22          | Jiang Jin (江津)                | 29 | 0  | Tianjin Teda            |
| 23          | Fu Bin (符賓)                   | 2  | 0  | Chongqing Lifan         |
| Verdediging |                                 |    |    |                         |
| 2           | Zhang Enhua (張恩華)            | 55 | 6  | Dalian Shide            |
| 4           | Wu Chengying (吴承瑛)           | 24 | 0  | Shanghai Shenhua        |
| 5           | Fan Zhiyi (范志毅)              | 86 | 11 | Crystal Palace          |
| 13          | Chen Gang (陈刚)                | 10 | 0  | Qingdao Hainiu          |
| 14          | Li Weifeng (李瑋峰)             | 26 | 4  | Shenzhen FC             |
| 21          | Xu Yunlong (徐雲龍)             | 9  | 0  | Beijing Guoan           |
| Middenveld  |                                 |    |    |                         |
| 6           | Li Ming (李明)                  | 61 | 5  | Dalian Shide            |
| 9           | Ma Mingyu (馬明宇) (aanvoerder) | 64 | 10 | Perugia                 |
| 15          | Shen Si (申思)                  | 23 | 2  | Shanghai Shenhua        |
| 16          | Xu Yang (徐陽)                  | 6  | 0  | Beijing Guoan           |
| 18          | Li Xiaopeng (李霄鵬)            | 5  | 0  | Shandong Luneng Taishan |
| 19          | Qi Hong (祁宏)                  | 15 | 6  | Shanghai Shenhua        |
| 27          | Shao Jiayi (邵佳一)             | 3  | 0  | Beijing Guoan           |
| 29          | Huang Yong (黄勇)               | 15 | 0  | Bayi                    |
| Aanval      |                                 |    |    |                         |
| 8           | Li Tie (李鐵)                   | 48 | 4  | Liaoning Hongyun        |
| 10          | Su Maozhen (宿茂臻)             | 37 | 20 | Shandong Luneng Taishan |
| 11          | Xie Hui (謝暉)                  | 6  | 0  | Alemannia Aachen        |
| 12          | Qu Shengqing (曲圣卿)           | 12 | 5  | Liaoning Hongyun        |
| 20          | Yang Chen (楊晨)                | 18 | 8  | Eintracht Frankfurt     |

| Doel        |                                  |     |    |                         |
| 1           | Liu Yunfei (刘云飞)              | 26  | 0  | Tianjin Teda            |
| 23          | Li Jian (李健)                   | 6   | 0  | Chongqing Lifan         |
| Verdediging |                                  |     |    |                         |
| 3           | Sun Xiang (孫祥)                 | 13  | 0  | Shanghai SIPG           |
| 4           | Zhang Yaokun (張耀坤)            | 8   | 0  | Dalian Shide            |
| 12          | Wei Xin (魏新)                   | 27  | 0  | Chongqing Lifan         |
| 13          | Xu Yunlong (徐雲龍)              | 47  | 6  | Beijing Guoan           |
| 14          | Li Weifeng (李瑋峰) (aanvoerder) | 75  | 9  | Shenzhen FC             |
| 16          | Ji Mingyi (季銘義)               | 4   | 0  | Dalian Shide            |
| 27          | Zhou Ting (周挺)                 | 12  | 0  | Qingdao Beilaite        |
| Middenveld  |                                  |     |    |                         |
| 5           | Zheng Zhi (鄭智)                 | 26  | 9  | Shenzhen FC             |
| 6           | Shao Jiayi (邵佳一)              | 23  | 3  | TSV 1860 München        |
| 7           | Sun Jihai (孫繼海)               | 67  | 1  | Manchester City         |
| 15          | Zhao Junzhe (肇俊哲)             | 43  | 2  | Liaoning                |
| 18          | Li Xiaopeng (李霄鵬)             | 39  | 3  | Shandong Luneng Taishan |
| 21          | Li Ming (李明)                   | 84  | 8  | Dalian Shide            |
| 22          | Yan Song (閻嵩)                  | 11  | 1  | Dalian Shide            |
| 25          | Zhou Haibin (周海濱)             | 16  | 1  | Shandong Luneng Taishan |
| Aanval      |                                  |     |    |                         |
| 8           | Zheng Bin (鄭斌)                 | 20  | 0  | Shenzhen FC             |
| 9           | Hao Haidong (郝海東)             | 101 | 37 | Dalian Shide            |
| 11          | Li Yi (李毅)                     | 22  | 2  | Shenzhen FC             |
| 19          | Zhang Shuo (张烁)                | 9   | 1  | Tianjin Teda            |
| 29          | Li Jinyu (李金羽)                | 47  | 17 | Shandong Luneng Taishan |

| Doel        |                               |     |    |                         |
| 1           | Li Leilei (李雷雷)            | 23  | 0  | Shandong Luneng Taishan |
| 21          | Zong Lei (宗磊)               | 1   | 0  | Changchun Yatai         |
| 22          | Yang Jun (杨君)               | 3   | 0  | Tianjin Teda            |
| Verdediging |                               |     |    |                         |
| 2           | Du Wei (杜威)                 | 25  | 1  | Shanghai Shenhua        |
| 3           | Sun Xiang (孫祥)              | 30  | 3  | Shanghai Shenhua        |
| 4           | Zhang Yaokun (張耀坤)         | 29  | 2  | Dalian Shide            |
| 5           | Li Weifeng (李瑋峰)           | 104 | 11 | Shanghai Shenhua        |
| 13          | Zhang Shuai (张帥)            | 3   | 0  | Beijing Guoan           |
| 16          | Ji Mingyi (季銘義)            | 19  | 0  | Dalian Shide            |
| 23          | Cao Yang (曹陽)               | 19  | 1  | Tianjin Teda            |
| Middenveld  |                               |     |    |                         |
| 6           | Shao Jiayi (邵佳一)           | 37  | 8  | Energie Cottbus         |
| 7           | Sun Jihai (孫繼海)            | 73  | 1  | Manchester City         |
| 10          | Zheng Zhi (鄭智) (aanvoerder) | 39  | 11 | Shandong Luneng Taishan |
| 12          | Zhao Xuri (趙旭日)            | 20  | 1  | Dalian Shide            |
| 15          | Wang Dong (王棟)              | 11  | 3  | Changchun Yatai         |
| 18          | Zhou Haibin (周海濱)          | 21  | 1  | Shandong Luneng Taishan |
| 19          | Zheng Bin (鄭斌)              | 29  | 0  | Wuhan Optics Valley     |
| Aanval      |                               |     |    |                         |
| 8           | Li Tie (李鐵)                 | 87  | 4  | Sheffield United        |
| 9           | Han Peng (韓鵬)               | 13  | 6  | Shandong Luneng Taishan |
| 11          | Dong Fangzhuo (董芳卓)        | 13  | 1  | Manchester United       |
| 14          | Zhu Ting (朱挺)               | 4   | 0  | Dalian Shide            |
| 17          | Wang Peng (王鹏)              | 14  | 3  | Dalian Shide            |
| 20          | Mao Jianqing (毛劍卿)         | 6   | 2  | Shanghai Shenhua        |

| Doel        |                            |    |    |                         |
| 1           | Yang Zhi (杨智)            | 25 | 0  | Beijing Guoan           |
| 12          | Guan Zhen (關震)           | 1  | 0  | Jiangsu Sainty          |
| 22          | Zeng Cheng (曾誠)          | 20 | 0  | Henan Jianye            |
| Verdediging |                            |    |    |                         |
| 3           | Wang Qiang (汪強)          | 14 | 0  | Changsha Ginde          |
| 4           | Zhao Peng (趙鵬)           | 22 | 3  | Henan Jianye            |
| 5           | Du Wei (杜威) (aanvoerder) | 54 | 4  | Hangzhou Greentown      |
| 13          | Liu Jianye (劉建業)        | 15 | 0  | Jiangsu Sainty          |
| 17          | Zhang Linpeng (張琳芃)     | 20 | 4  | Guangzhou Evergrande    |
| 20          | Rong Hao (榮昊)            | 31 | 0  | Hangzhou Greentown      |
| 23          | Li Jianbin (李建滨)        | 0  | 0  | Chengdu Blades          |
| Middenveld  |                            |    |    |                         |
| 2           | Li Xuepeng (李學鵬)        | 5  | 0  | Dalian Shide            |
| 6           | Zhou Haibin (周海濱)       | 43 | 3  | Shandong Luneng Taishan |
| 7           | Zhao Xuri (趙旭日)         | 42 | 1  | Beijing Renhe           |
| 14          | Wang Song (汪嵩)           | 9  | 0  | Beijing Renhe           |
| 15          | Yu Tao (于濤)              | 12 | 0  | Shanghai Shenhua        |
| 16          | Huang Bowen (黃博文)       | 16 | 1  | Beijing Guoan           |
| 19          | Yang Hao (楊昊)            | 26 | 2  | Beijing Guoan           |
| 21          | Yu Hai (于海)              | 24 | 7  | Beijing Renhe           |
| Aanval      |                            |    |    |                         |
| 9           | Hao Junmin (蒿俊閔)        | 34 | 7  | FC Schalke 04           |
| 10          | Deng Zhuoxiang (鄧卓翔)    | 24 | 5  | Shandong Luneng Taishan |
| 11          | Qu Bo (曲波)               | 79 | 17 | Beijing Renhe           |
| 18          | Gao Lin (郜林)             | 44 | 8  | Guangzhou Evergrande    |

| Doel        |                               |    |    |                         |
| 1           | Zeng Cheng (曾誠)             | 34 | 0  | Guangzhou Evergrande    |
| 12          | Yan Junling (顏駿凌)          | 1  | 0  | Shanghai SIPG           |
| 23          | Wang Dalei (王大雷)           | 14 | 0  | Shandong Luneng Taishan |
| Verdediging |                               |    |    |                         |
| 2           | Ren Hang (任航)               | 12 | 0  | Jiangsu Sainty          |
| 3           | Mei Fang (梅方)               | 14 | 0  | Guangzhou Evergrande    |
| 4           | Jang Zhipeng (姜至鵬)         | 13 | 0  | Guangzhou R&F           |
| 5           | Zhang Linpeng (張琳芃)        | 49 | 4  | Guangzhou Evergrande    |
| 6           | Li Ang (李昂)                 | 3  | 0  | Jiangsu Suning          |
| 14          | Ji Xiang (吉翔)               | 6  | 0  | Jiangsu Suning          |
| 15          | Wu Xi (吳曦)                  | 23 | 5  | Jiangsu Suning          |
| Middenveld  |                               |    |    |                         |
| 7           | Wu Lei (武磊)                 | 23 | 5  | Shanghai SIPG           |
| 8           | Cai Huikang (蔡慧康)          | 9  | 2  | Shanghai SIPG           |
| 10          | Zheng Zhi (鄭智) (aanvoerder) | 87 | 15 | Guangzhou Evergrande    |
| 11          | Hao Junmin (蒿俊閔)           | 49 | 12 | Shandong Luneng Taishan |
| 13          | Liu Jianye (劉建業)           | 45 | 0  | Jiangsu Sainty          |
| 19          | Liu Binbin (劉彬彬)           | 5  | 0  | Shandong Luneng Taishan |
| 20          | Yu Hanchao (于漢超)           | 40 | 6  | Guangzhou Evergrande    |
| 21          | Yu Hai (于海)                 | 60 | 10 | Guizhou Renhe           |
| 22          | Liao Lisheng (廖力生)         | 4  | 0  | Guangzhou Evergrande    |
| Aanval      |                               |    |    |                         |
| 9           | Yang Xu (楊旭)                | 39 | 17 | Shandong Luneng Taishan |
| 16          | Sun Ke (孫可)                 | 27 | 7  | Jiangsu Sainty          |
| 17          | Zhang Chengdong (張呈棟)      | 20 | 0  | Beijing Guoan           |
| 18          | Gao Lin (郜林)                | 85 | 20 | Guangzhou Evergrande    |

CFA · A-internationals · Selecties · Bondscoaches · Statistieken · Chinees vrouwenelftal · China U21 · China U20 · China U19 · China U18 · China U17
1948 – 1969 · 
1970 – 1979 · 
1980 – 1989 · 
1990 – 1999 · 
2000 – 2009 · 
2010 – 2019 ·
2020 − 2029
Azië Cup 1976 · 
Azië Cup 1980 · 
Azië Cup 1984 · 
Azië Cup 1988 · 
Azië Cup 1992 · 
Azië Cup 1996 · 
Azië Cup 2000 · 
Azië Cup 2004 · 
Azië Cup 2007 · 
Azië Cup 2011
WK 2002
OS 1988 · 
OS 2008
1948 · 
1949–1951 · 
1952 · 
1953–1955 · 
1956 · 
1957 · 
1958 · 
1959 · 
1960 · 
1961–1962 · 
1963 · 
1964 · 
1965 · 
1966 · 
1967–1970 · 
1971 · 
1972 · 
1973 · 
1974 · 
1975 · 
1976 · 
1977 · 
1978 · 
1979 · 
1980 · 
1981 · 
1982 · 
1983 · 
1984 · 
1985 · 
1986 · 
1987 · 
1988 · 
1989 · 
1990 · 
1991 · 
1992 · 
1993 · 
1994 · 
1995 · 
1996 · 
1997 · 
1998 · 
1999 · 
2000 · 
2001 · 
2002 · 
2003 · 
2004 · 
2005 · 
2006 · 
2007 · 
2008 · 
2009 · 
2010 · 
2011 · 
2012 · 
2013 · 
2014 ·
2015 ·
2016 ·
2017 ·
2018 ·
2019 ·
2020 ·
2021
Afghanistan ·
Albanië ·
Algerije ·
Andorra ·
Argentinië ·
Australië ·
Bahrein ·
Bangladesh ·
Bhutan ·
Bosnië en Herzegovina ·
Botswana ·
Brazilië ·
Brunei ·
Cambodja ·
Canada ·
Chili ·
Colombia ·
Congo-Kinshasa ·
Costa Rica ·
Cuba ·
Duitsland ·
Egypte ·
El Salvador ·
Engeland ·
Estland ·
Fiji ·
Filipijnen ·
Finland ·
Frankrijk ·
Gambia ·
Ghana ·
Groot-Brittannië ·
Guam ·
Guinee ·
Haïti ·
Honduras ·
Hongarije ·
Hongkong ·
Ierland ·
IJsland ·
India ·
Indonesië ·
Irak ·
Iran ·
Italië ·
Jamaica ·
Japan ·
Jemen ·
Joegoslavië ·
Jordanië ·
Kazachstan ·
Kenia ·
Kirgizië ·
Koeweit ·
Kroatië ·
Laos ·
Letland ·
Libanon ·
Liechtenstein ·
Macau ·
Malediven ·
Maleisië ·
Mali ·
Marokko ·
Mexico ·
Myanmar ·
Nederland ·
Nepal ·
Nieuw-Zeeland ·
Noord-Korea ·
Noord-Macedonië ·
Noorwegen ·
Oezbekistan ·
Oman ·
Pakistan ·
Palestina ·
Papoea-Nieuw-Guinea ·
Paraguay ·
Peru ·
Polen ·
Portugal ·
Qatar ·
Roemenië ·
Saoedi-Arabië ·
Senegal ·
Servië ·
Servië en Montenegro ·
Sierra Leone ·
Singapore ·
Slovenië ·
Soedan ·
Somalië ·
Sovjet-Unie ·
Spanje ·
Sri Lanka ·
Syrië ·
Tadzjikistan ·
Tanzania ·
Thailand ·
Trinidad en Tobago ·
Tsjechië ·
Tunesië ·
Turkije ·
Turkmenistan ·
Uruguay ·
Venezuela ·
Verenigde Arabische Emiraten ·
Verenigde Staten ·
Vietnam ·
Wales ·
Zambia ·
Zimbabwe ·
Zuid-Korea ·
Zweden ·
Zwitserland
Brazilië (2002) · 
Costa Rica (2002)